# 速霸陸Sambar

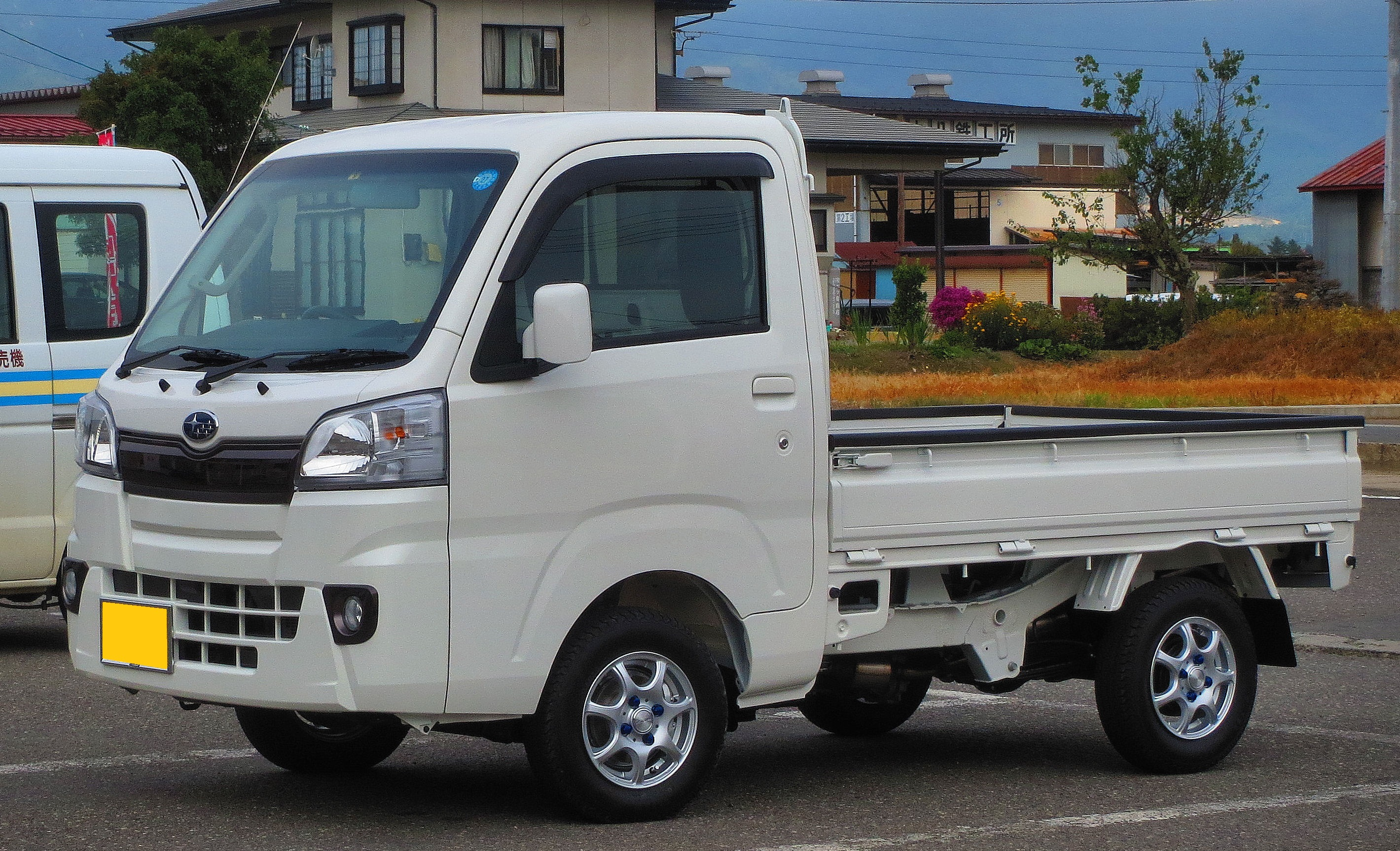
第八代速霸陸Sambar

速霸陸Sambar（日语：スバル・サンバー）為日本富士重工業於1961年推出的輕型商用車，不過自2012年4月的第七代車型起，改由大發工業供應大發Hijet，貼上速霸陸的廠徽銘牌。要特別注意的是，掛上豐田廠徽銘牌的豐田Pixis Truck（豐田Pixis Van）也是大發Hijet的OEM車款，所以在日本市場上共有第七代Sambar、大發Hijet、豐田Pixis Truck（豐田Pixis Van）等三款系出同源的兄弟車共同競逐市場佔有率。
關於車名「Sambar」原意為印度所產的水鹿，此車名也是富士重工業全車系中使用最久的。以全日系輕型車車種而言，此車名商標的使用時間僅次於大發Hijet；至於全日系車種來說則是第7長壽的車名。

## 概要
自富士重工業發表速霸陸Sambar以來，始終採取後置後驅的佈局，直到第七代交由大發工業OEM代工，才改為前置後驅。後置後驅對輕型商用車來說，在空車時行走或爬坡皆保有循跡性；此車款的另一特徵是四輪獨立懸吊，比起其他競爭對手，這兩個特點是速霸陸Sambar獨有的。因此當富士重工業在2012年2月宣布第六代車型即將停產、改用大發工業代工的消息後，卻造成消費者搶購，比2011年同期暴增兩倍之多。此外，前輪碟煞附通風碟盤、直列四缸引擎、安全氣囊具有兩個感知器等先進設計，在同世代的乘用轎車車款上亦是少見，因此日本車壇戲稱此車款為「農道上的保時捷」。
此款車採用少見的魯氏型機械增壓器（（英文）Roots-type supercharger），能榨出58hp的最大馬力，多數參加「全國紅帽汽車運輸協會」的會員車行皆購入使用，故常被稱作紅帽Sambar。此外，由於難以設計出適切的位置擺放中冷器，Sambar也是2000年代日本輕型貨車中唯一搭載附有強制進氣裝置引擎的車款。直到2010年後鈴木、大發等競爭對手逐漸向附有中冷器的渦輪增壓引擎靠攏，富士重工業才棄用此種配置方式。
在車體外觀來說，其他競爭對手為了碰撞安全理由，車頭大多採半平頭式（half cab over the engine，車頭微凸），只有此款車自第一代起便採用平頭式（cab over the engine，駕駛室位於引擎上方，故車頭是平的）。也因為這個緣故，這款車的車斗比其他競爭對手大，宅配速遞業者運送榻榻米、玻璃等物品時非得使用Sambar不可，也直接吸引紅帽協會車行、輕型貨運業者等的青睞。不過平頭式車頭的前輪位於駕駛者座位下方，當發生碰撞意外時，對乘員的被動安全保護總是比半平頭式還弱。於是從第六代起車頭設計了潰縮區以加大外伸（（英文）overhang），車頭下巴的接近角（（英文）approach angle）改得比較小，以防止車輛從水平路面進入坡道時，車頭下巴摩擦到路面。像第六代將車牌設計在前保險桿下方，後來也被移到其他位置。
因為採用後置後驅的佈局，在維修檢查引擎時可掀開車斗底板，或者拆下後保險桿（亦為引擎蓋）。平常檢查五油、三水時，拆開後保險桿即可作業，這是此款車的優勢。但載滿貨物的情況下萬一遇到車子故障，掀開車斗底板就須大費周章了。
2012年2月28日富士重工業宣布即日起不再自行研發生產輕型車，同年4月2日起改以大發Hijet作為OEM車款，發售第七代車型。

### 紅帽專用車

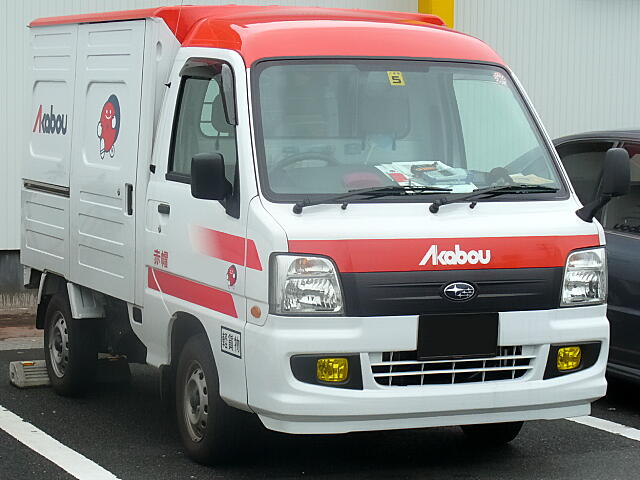
第六代Sambar紅帽專用車

成立於1978年（昭和53年）8月的「全國紅帽汽車運輸協會」（以下簡稱「紅帽」），業務內容為運輸小型貨物，全體會員幾乎使用Sambar這一款車。該協會草創初期，大部分日系輕型商用車引擎無力不耐操，該協會會員向各家日系汽車廠提出「普通引擎不能負荷紅帽繁重的業務」之要求，唯有富士重工業以正面積極的態度回應紅帽的要求，故眾多會員車行陸續選擇Sambar做為營業用車，三十多年來累積超越2萬餘輛。
紅帽專用Sambar乃經過國土交通省認可的專用車輛，其引擎經過特殊設計，零件也重新強化過。由於以小排氣量負荷長距離的貨物運輸，通常這種專用車跑了20萬公里後便報廢，不再翻修。此外，紅帽專用車具有紅色引擎飾蓋，出廠時也將車頂塗成紅色，以便和一般的Sambar作區別。紅帽專用車配備了下述專用零件：
1. 紅帽專用直列四缸EN型引擎：內部某些零件經過強化
2. 通風碟盤式碟煞系統，附煞車片磨耗警告裝置
3. 收縮式手煞車：方便駕駛人平躺休息
4. 二段式開啟後車門：方便麵包車裝卸貨物
5. 電源用插座：以外接無線電、車用衛星導航系統等
6. 13W車室閱讀燈
7. 強化表皮座椅
8. 遮陽板：經特殊設計以收納地圖、單據文件等
9. 遙控車門鎖
10. 前保險桿：進氣壩與前保桿一體化，以提升安全性
11. 複合曲面廣角後照鏡
12. 數位式雙儀表板
13. 助手席車門內置物空間：以放置地圖、單據文件等

雖然第七代Sambar改為大發Hijet的OEM車款，但富士重工業依然遵照紅帽協會的要求，強化部分零件以延長使用壽命。

### 農協專用車

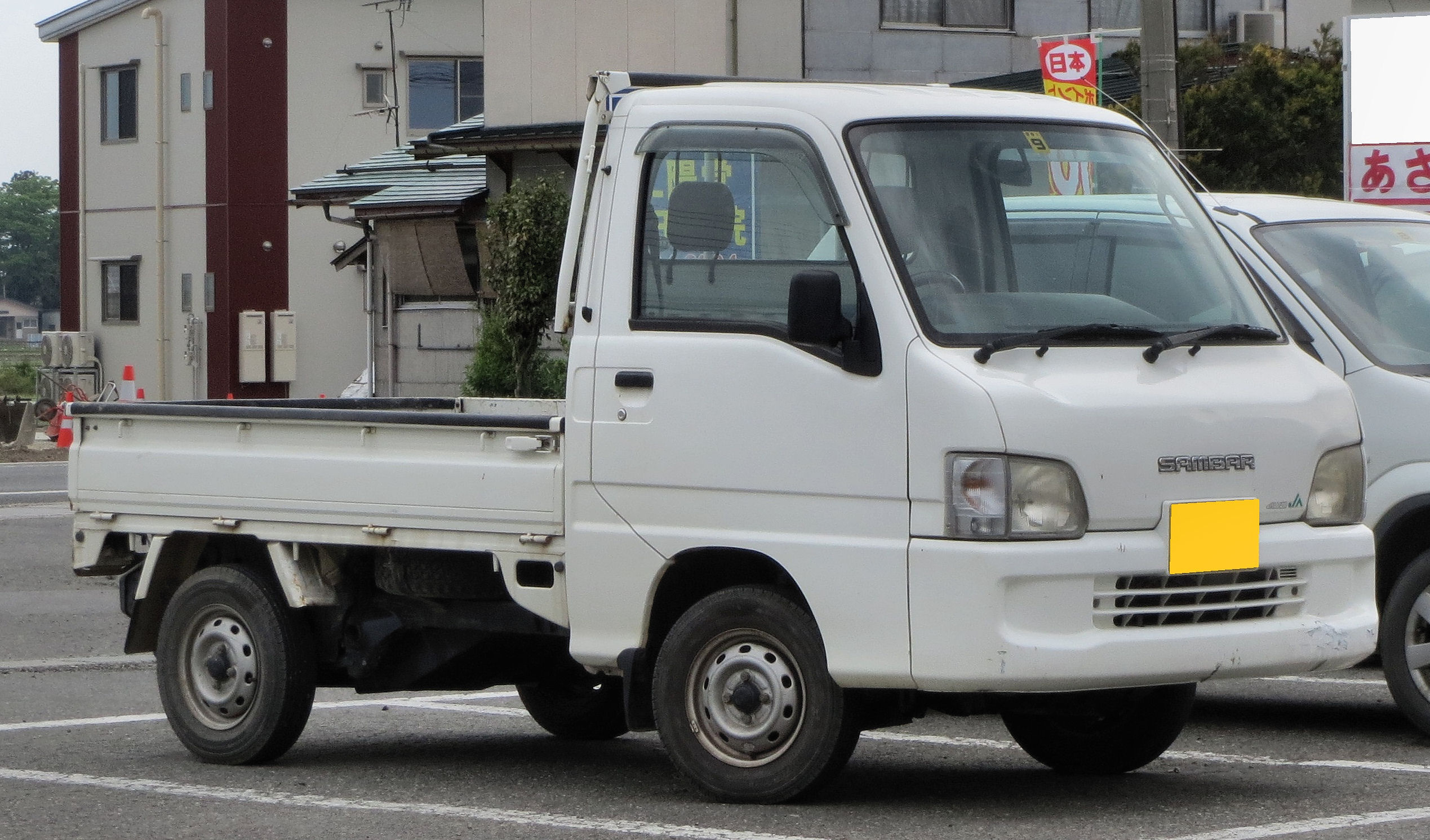
第六代JA Sambar卡車

自第三代Sambar起，富士重工業針對日本農業協同組合（簡稱「農協」或「JA」）發售「營農Sambar」（後來稱「JA Sambar」），車體以90%鍍鋅不鏽鋼打造，並將收音機、點菸器、車斗柵欄鐵鍊等列入標準配備，車尾掛有之銘牌。但後來農協停止採購，這種專用車也消失了。不過2012年6月起原廠以第七代Sambar為基礎，針對該組織發售「JA Sambar卡車TC專業版（（日語）JAサンバートラック TCプロフェッショナル）」的特別仕樣車。

### 電動車
日本郵政旗下的郵政事業株式會社（（日語）郵便事業）為了2011年度將1/3的營業車輛改為電動車，曾在2010年8月16日向岐阜縣各務原市的電動車製造商Zerosports（（日語）ゼロスポーツ）採購一批以Sambar為基礎而改造的電動車，總數為1千輛。雖然市場上還有三菱i-MiEV、Plug-in Stella等競爭車款，但Zerosports提出的單價竟比前二者便宜20%至30%左右。其原因乃Sambar為商用車，本身的稅負較低廉；其次是電池組安裝於車斗下方，在使用便利性上較為有利。不幸的是，Zerosports公司後來因延遲交貨，遭到郵政事業株式會社解除契約，最終導致2011年3月1日宣布破產，負債數十億日圓。

### 客製化用車
日本當地也有許多替Sambar客製化的改裝業者，改裝風潮以福斯T2的外觀模樣為主，推出許多雙色塗裝的空力套件、車身鈑烤服務等。這股風潮使得許多消費者打電話向福斯汽車的授權代理商梁瀨汽車（今梁瀨株式會社）詢問，造成後者的困擾，當時梁瀨汽車索性在官方網站的常見問題集寫道：「我們並未銷售福斯製造的輕型車，您所諮詢的車輛乃是國產輕型車改造成福斯廂型車風格。」
此外，日本市面上也出現以俄羅斯UAZ 452車款為基礎的改裝套件，或者類似飛雅特500造型的改裝車，甚至富士重工業旗下速霸陸客製工房（（日語）スバルカスタマイズ工房）也曾推出限量250輛的「36 Sambar（（日語）サブロクサンバー）」復古特仕車。

## 歷史

### 第一代（1961年-1966年）
由速霸陸360的研發主事者百瀨晉六負責領導這款車的開發，昭和35年（1960年）於全日本汽車展覽（日语：全日本自動車ショウ，東京車展前身）對外發表，翌年開始量產上市。早期日系輕型卡車皆採平頭式車頭設計，東急黑鐵工業（（日語）東急くろがね工業）製造的黑鐵Baby（（日語）くろがね・ベビー）乃其濫觴，此款車並在市場上獲得成功。富士重工業內部曾有人質疑平頭式車頭的安全問題，但當時蘇聯有一份針對平頭式與凸出式汽車的意外事故發生率的研究報告，發現平頭式汽車讓駕駛人對前方事故的預防能力較有利，因此為了確保載運能力，開發團隊最後仍選擇平頭式車頭。
平台、四輪獨立懸吊系統、引擎等主要機械結構皆和速霸陸360相同，但為了提升荷重力，換成比後者更好的彈簧。變速系統為三速手動排檔，有趣的是倒車檔位在第一檔的左斜上方。在外觀方面，車頭面板向斜前方延伸，搭配更為凸出的前保險桿，像是一張有著厚嘴唇的人臉，故被車迷通稱為「嘴唇Sambar（（日語）くちびるサンバー）」。佈局為後置後驅來講，引擎室形狀設計成梯形，故二門卡車的後車斗是左右二方開。而三門平頭式麵包車型則是二層寬床式車斗，即引擎室由車廂後方、兩側葉子板等三方開，至於低車斗車型另附鎖頭。其實麵包車的始祖第一代福斯Transporter衍生出的卡車版，原本車斗柵欄採左右二方開的設計，後來三方開才成為標準。

### 第二代（1966年-1973年）
1966年 - 1月8日富士重工業在東京都丸之內的東京會館公開發表大改款的第二代Sambar，隨即於1月12日開始發售。動力來源仍沿用第一代之356c.c.直列二缸二衝程氣冷式EK32型引擎，不過重新調校後最大馬力達20ps / 5,000rpm、最大扭力3.2kg･m / 3,000rpm。車頭的外觀與第一代近似，但線條變得更加洗練。卡車型擁有當時同級車中355mm的最低車斗高度，並且面積比初代加大20%，3.62平方公尺的車斗面積為當時同級車最大。二層寬床式卡車在下層左右兩側設置附有鑰匙的防水鎖頭，上層車斗柵欄同樣為三方開。油箱從20公升加大至23公升，亦是同級車中最大。
1970年 - 2月小改款上市，暱稱為「棒棒Sambar（（日語）ババーンサンバー）」。外觀上最大的差異在於廢除雙側車門的三角窗，且搭載跟R-2相同的EK33型引擎，最大馬力26ps / 5,800rpm、峰值扭力3.6kg･m / 4,500rpm；而儀表板也和R-2一樣。此外，後輪懸吊系統改為半拖曳臂式懸吊系統（semi-trailing arm suspension），車尾柵欄改成具有半開固定裝置，且車門從設計在B柱上的自殺式車門（suicide door）變成後開式。
1971年 - 3月再度小改款，車內通風口周圍改以不同顏色的框架，車門也設計了通風孔，確保車室內空氣的流通。
1972年 - 2月小改款，加裝大型進氣壩，故暱稱為「睡眼惺忪Sambar（（日語）すとろんぐサンバー）」。車側進氣口除具有空氣流通之效，更整合了方向燈。懸吊系統也經過強化，卡車型的扭力桿、油壓減震器上皆刻有「H」字樣。

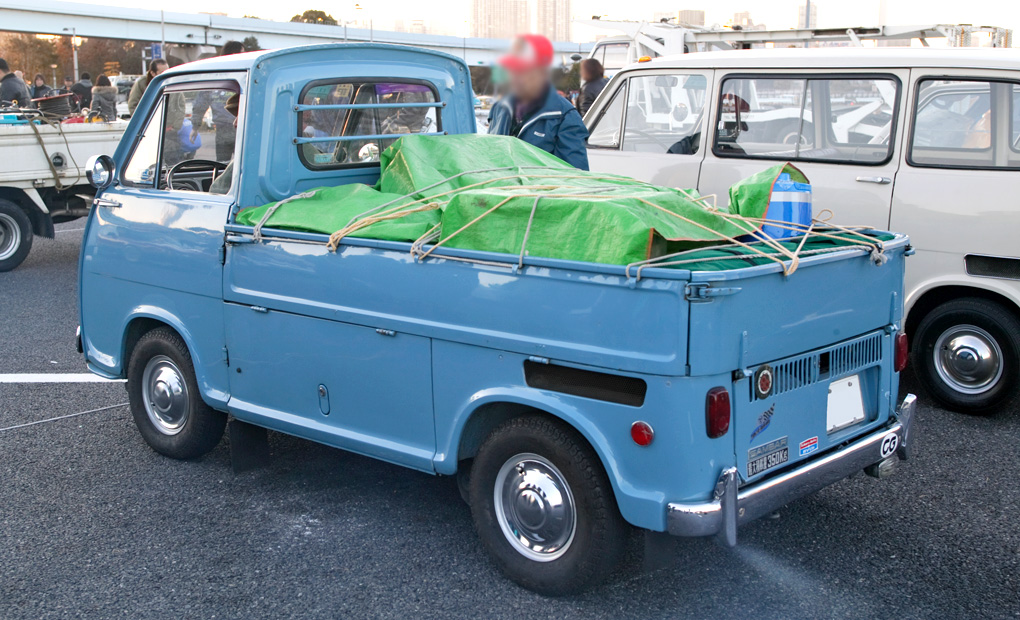
貨車型車尾
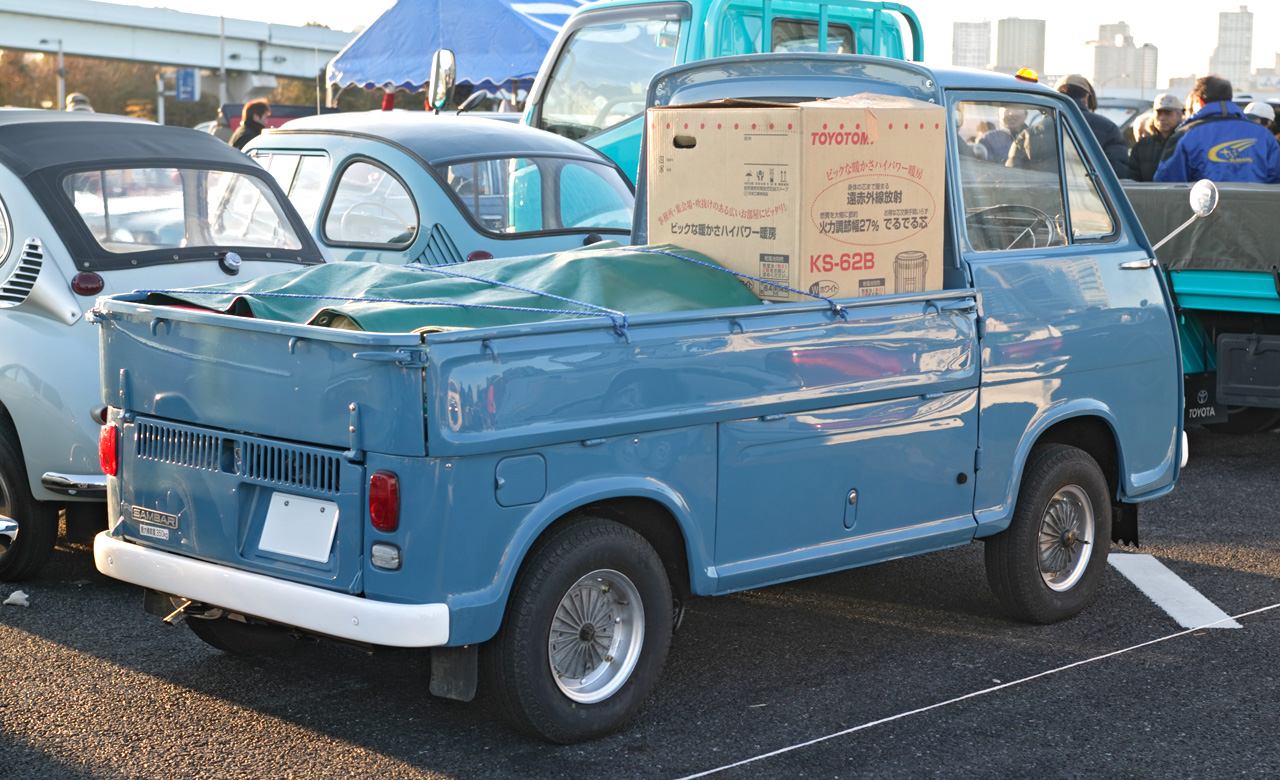
貨車型車尾
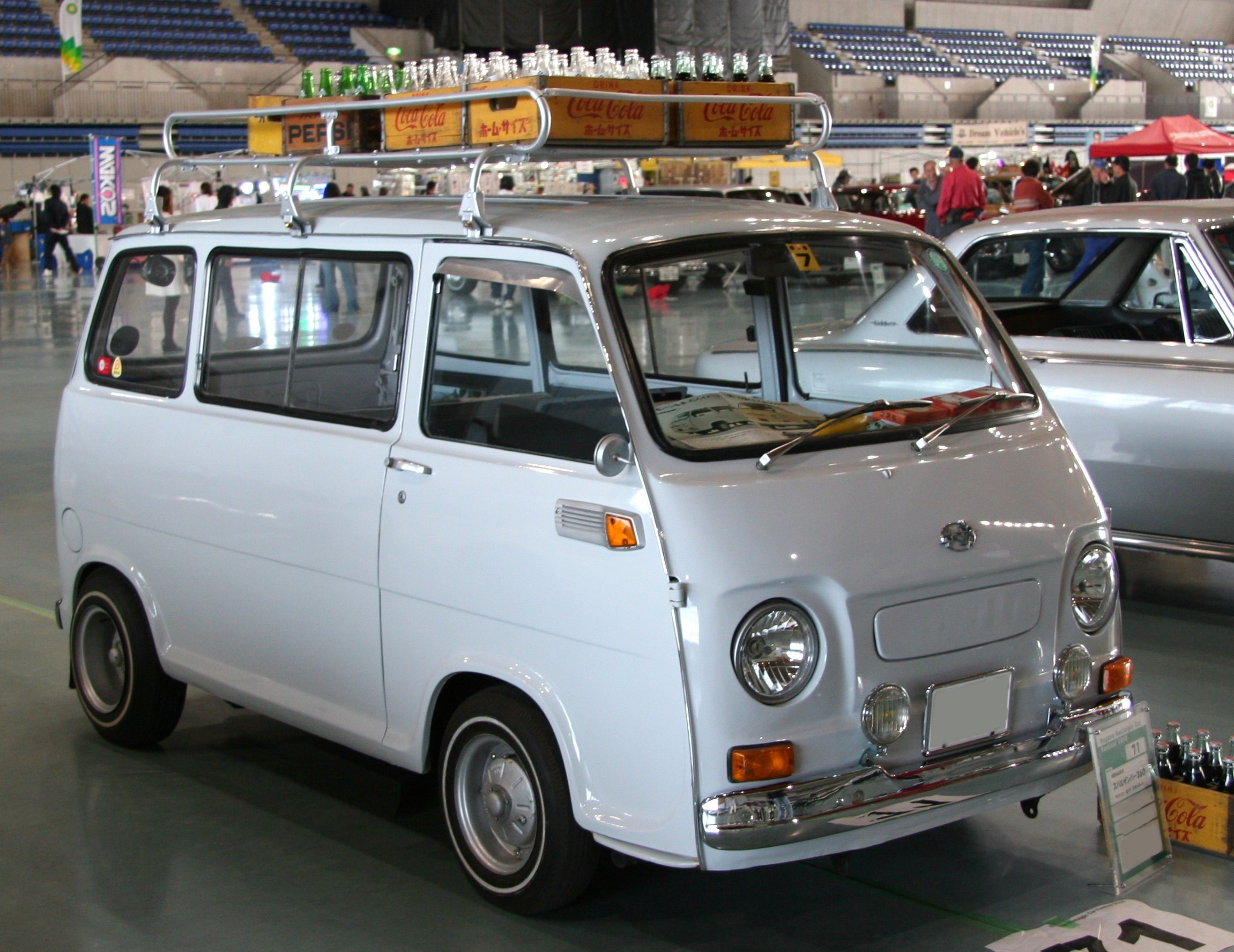
前期型
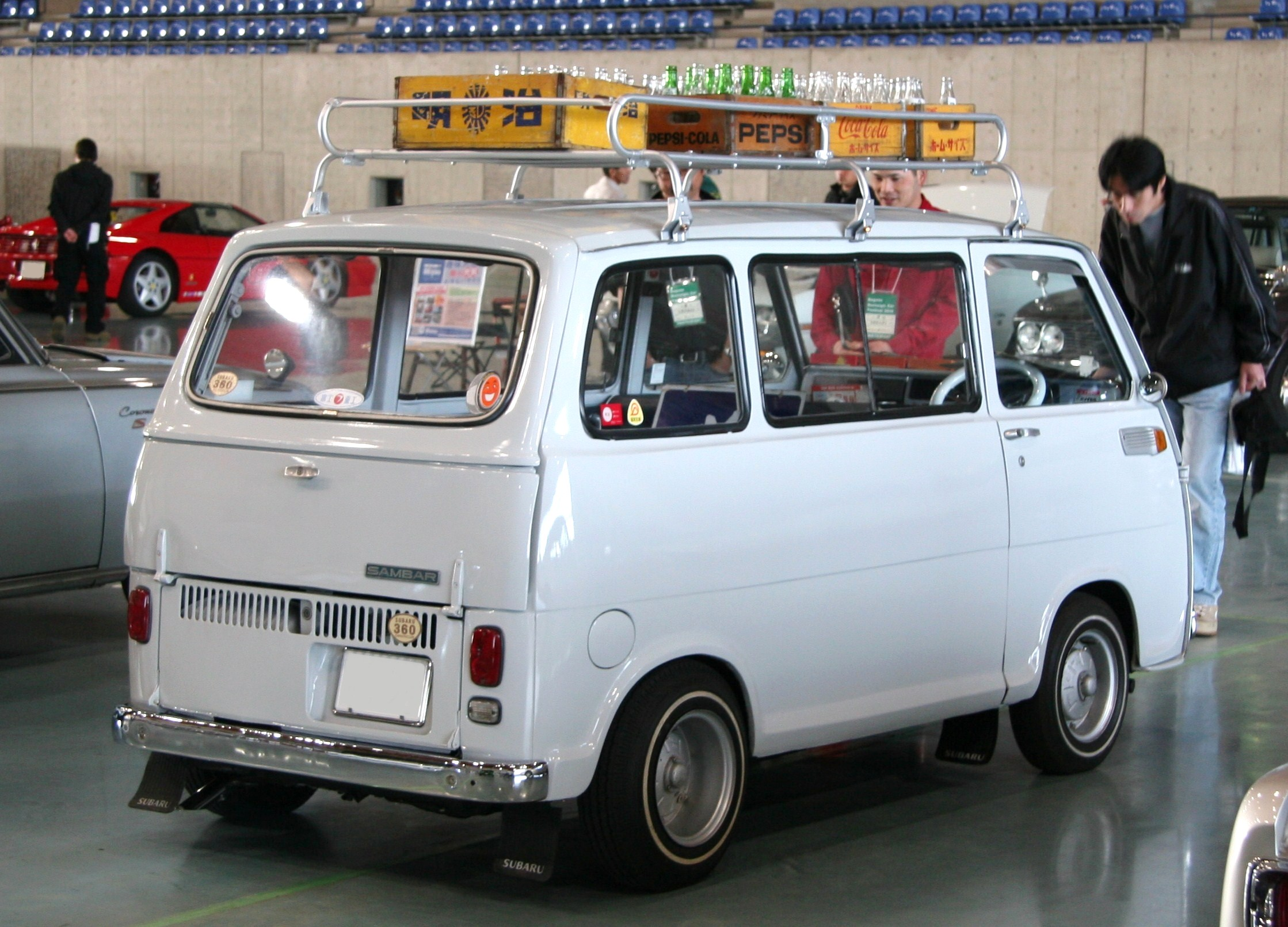
前期型
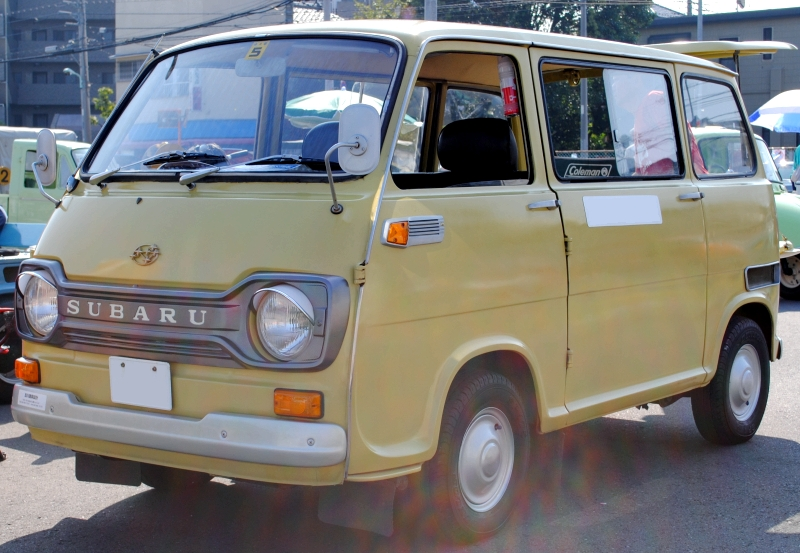
後期型

### 第三代（1973年-1982年）
1973年 - 2月10日推出大改款的第三代Sambar，由於產品型錄採美式足球員照片並寫著「剛力Sambar（（日語）ごうりきサンバー）」，一般車迷習以此名稱呼之。搭載和第一代Rex相同的356c.c.直列二缸二衝程水冷式EK34型引擎，外型設計煥然一新，黑色直瀑式進氣壩搭配圓形頭燈；同年10月後照鏡材質從電鍍改成樹脂。
1974年 - 因日本當局變動車牌形狀，前後保險桿跟著修正，同時前後小燈燈殼由透明改為棕土色。
1976年 - 1月因應日本當局放寬輕型車規格，車長改成3,195mm、車寬改成1,395mm、引擎也改成358c.c.直列二缸SOHC四衝程水冷式EK21型引擎。同年5月再推出名為Sambar 5的衍生車款，裝置了490c.c.直列二缸SOHC四衝程水冷式EK22型引擎。
1977年 - 5月推出名為Sambar 550的車款，搭載強化低、中速域扭力的544c.c.直列二缸SOHC四衝程水冷式EK23型引擎；不過外銷版稱為速霸陸600。另外，還有一款外銷版的速霸陸700，搭載665c.c.直列二缸SOHC四衝程水冷式EK42型引擎。
1979年 - 實行小改款，車門把手從單條式改為片板式，車頂變成高頂型（後來甚至出現天窗的選購配備），電動車窗也變為標準配備。
1980年 - 11月推出4WD車型，可任意在2WD與4WD間切換。

#### 三富小霸王及好運600
臺灣三富汽車自1967年起與富士重工業簽訂技術合作合約，1978年也開始生產第三代Sambar，車名取作三富小霸王。1984年三富汽車與美國SNS汽車公司簽約，後者進口1,200部小霸王給美國的高爾夫球場或農場使用。
後來三富汽車以第三代Sambar為基礎，自行改造了三富好運，因為車頭貼有代表排氣量「600」的銘牌，一般坊間習慣稱之為三富600。三富600仍配置544c.c.直列二缸SOHC四衝程水冷式EK23型引擎，採RR的佈局，但車頭經過重新設計：取消橫亙兩個頭燈的黑色塑件，改在兩個頭燈上方設置兩道進氣口，並將方向燈從頭燈下方移到進氣口兩側。車頭下方新增格柵進氣壩，並裝上黑色塗裝保險桿。此車款共分三種車型：二門平頭式卡車、五門平頭式麵包車、五門高頂型平頭式麵包車。此外，國立清華大學曾以三富好運為基礎，開發出「清華五號電動車」，並生產了一批車輛交由中華郵政公司使用。

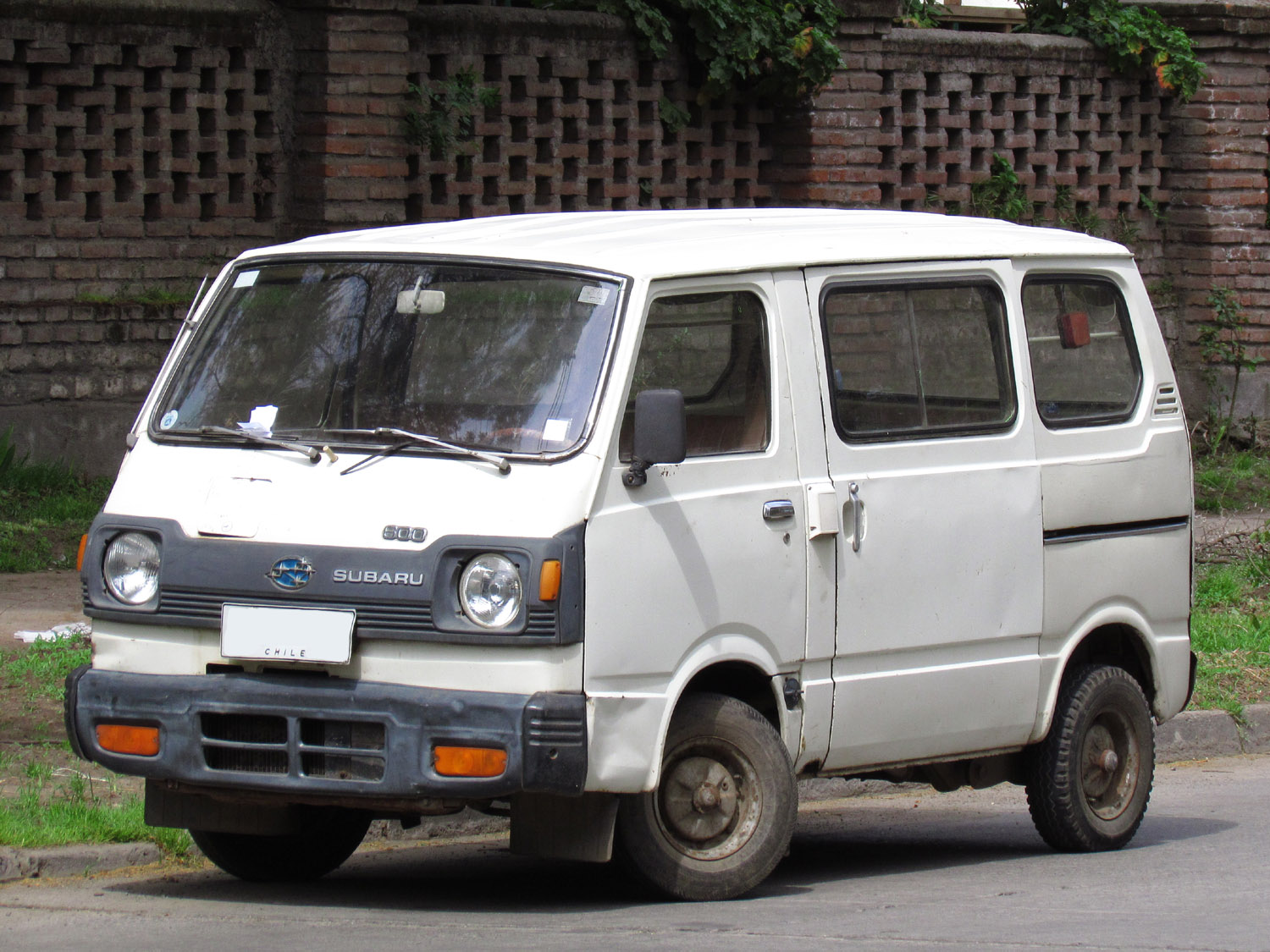
速霸陸600麵包車
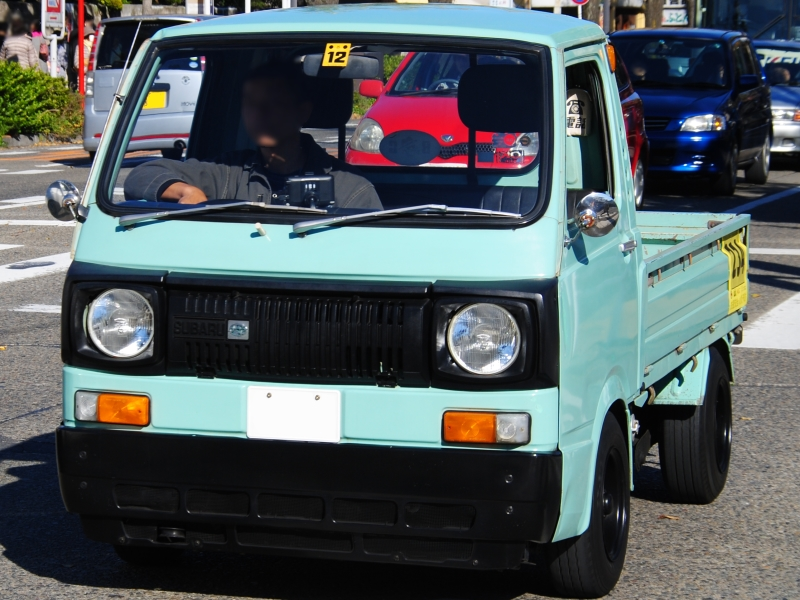
卡車型車頭
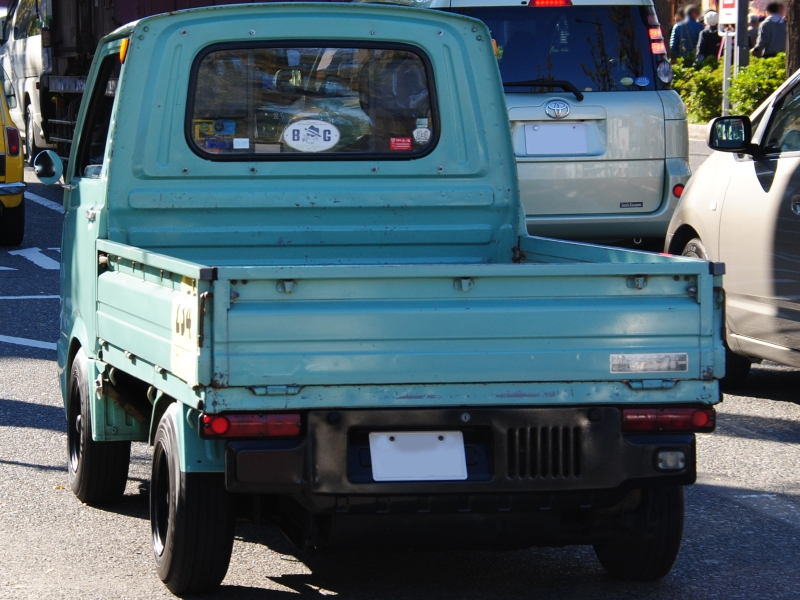
卡車型車尾
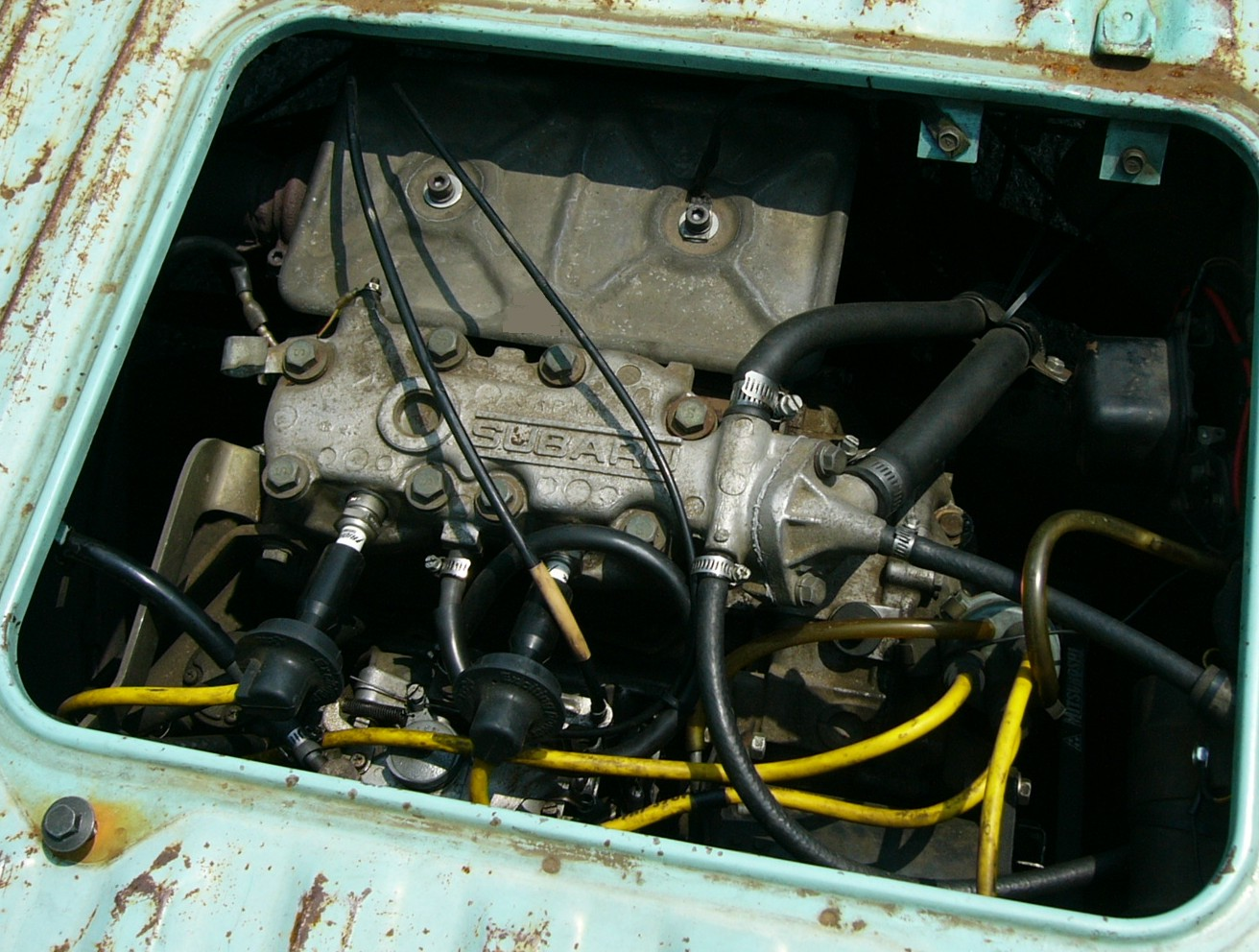
EK34型引擎
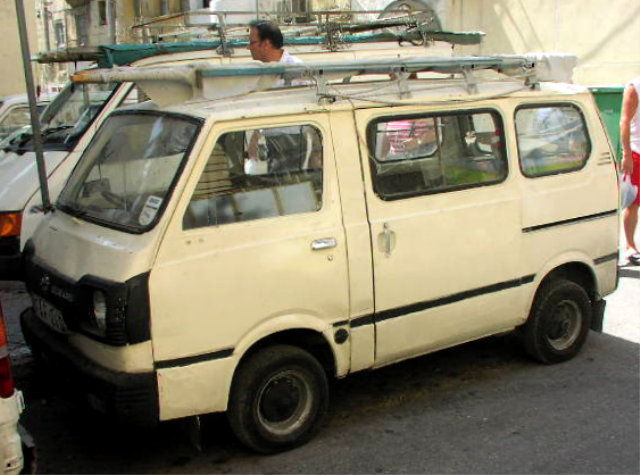
速霸陸700車頭
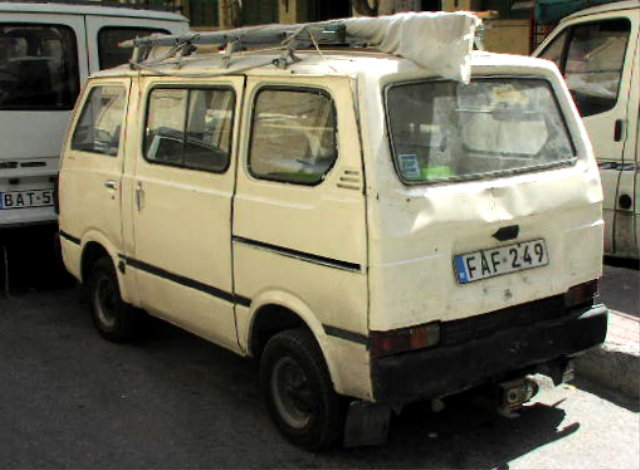
速霸陸700車尾

### 第四代（1982年-1990年）
1982年 - 9月大改款的第四代正式面世，微型麵包車車型被原廠取名為「Sambar try（（日語）サンバートライ）」。雖然延續四輪獨立懸吊的傳統，不過前輪從半拖曳臂式懸吊系統（semi-trailing arm suspension）改為麥花臣支柱式懸吊系統（2WD車型仍續用半拖曳臂式懸吊）。輪胎方面，2WD車型採用10英吋車胎、4WD車型採用12英吋，而全車系的制動系統為四輪鼓煞。4WD車型具有縮寫成「EL」的超低速齒比檔，以適應惡劣地形；卡車型2WD或4WD亦可選購加高車頂。
1983年 - 以此代Sambar try之底盤為基礎，搭載997c.c.直列三缸SOHC EF10型引擎的Domingo為其衍生車款。
1986年 - 5月「TG」車款追加雙天窗，且全車系前座配備附緊急鎖定牽引系統（emergency locking retractor，縮寫成ELR）的安全帶。
1987年 - 9月小改款，「Sambar try」變成RV取向的休閒用車，原本商用車用途則維持「Sambar」之名。4WD車型之制動系統改為通風碟盤式碟煞，乃當時輕型商用車之首創。部分車型將數位式調幅廣播收音機、可迴轉式前座列為標準配備。

#### 三富山豹700
臺灣三富汽車為了迎戰中華汽車工業所推出的百利700（第三代三菱Minicab國產車款），以第四代Sambar搭載665c.c.直列二缸SOHC EK42型引擎配合五速手變速箱，稱之為山豹700。

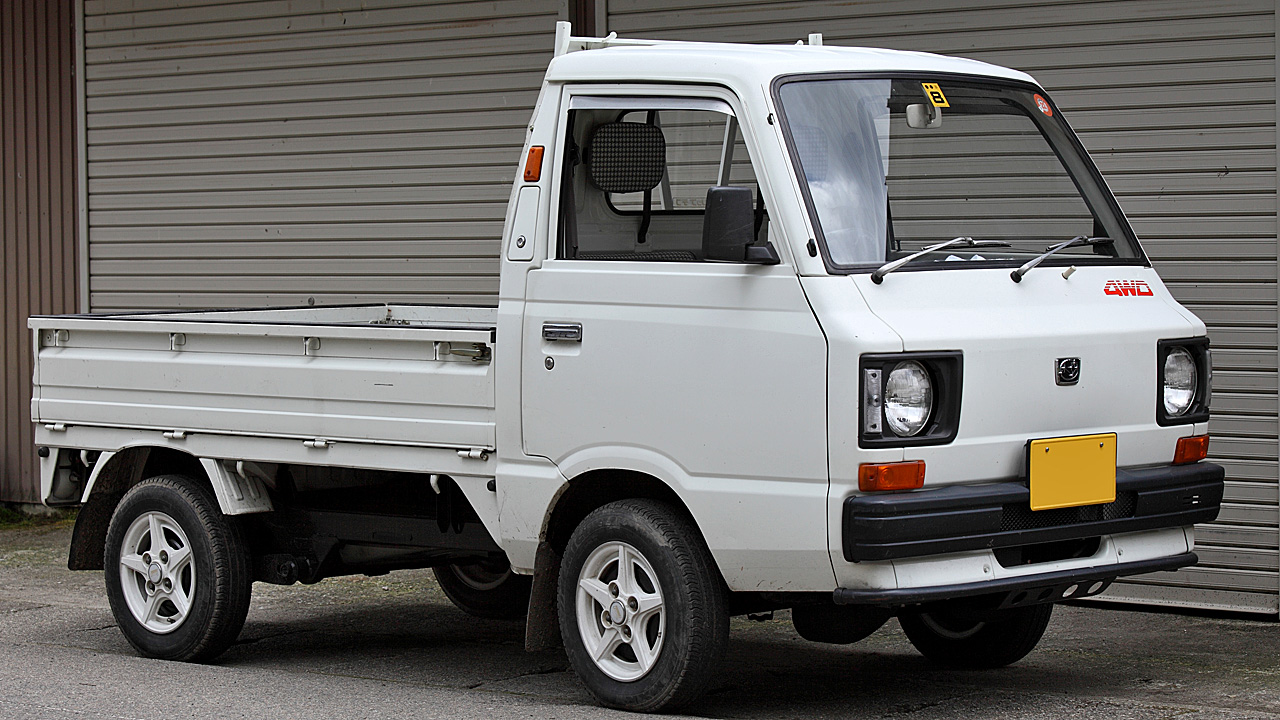
卡車型車頭
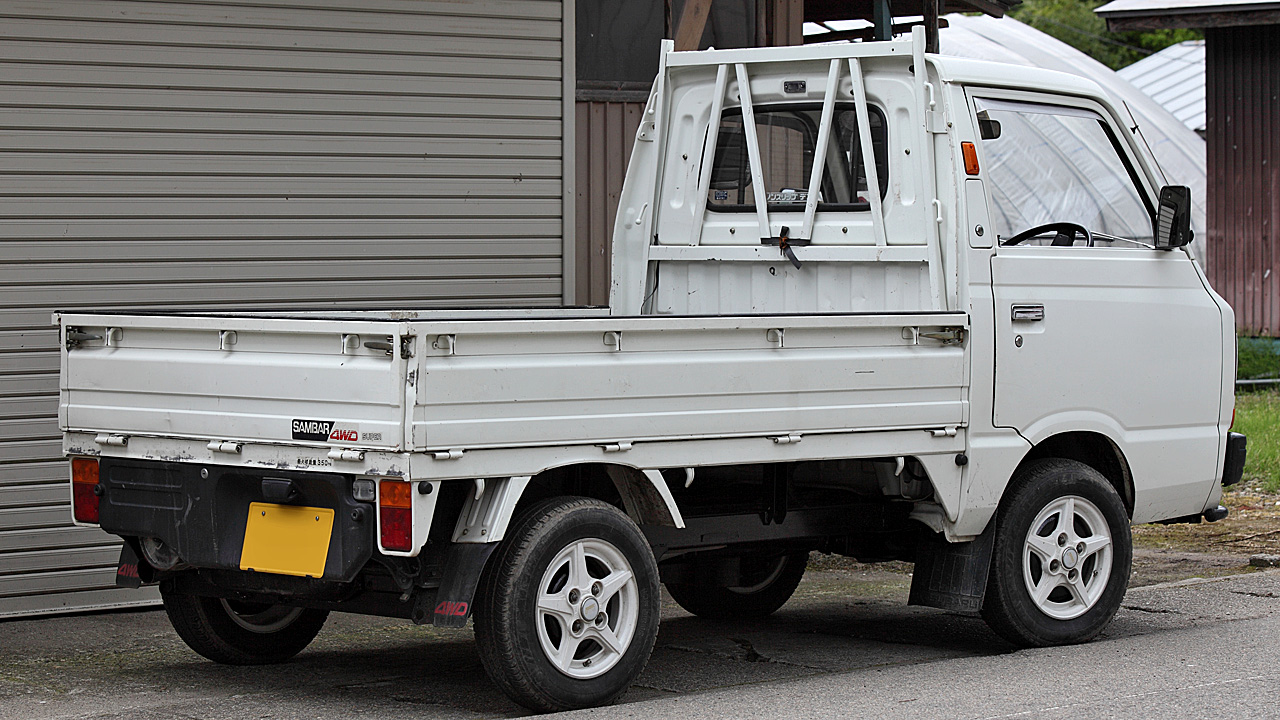
卡車型車尾
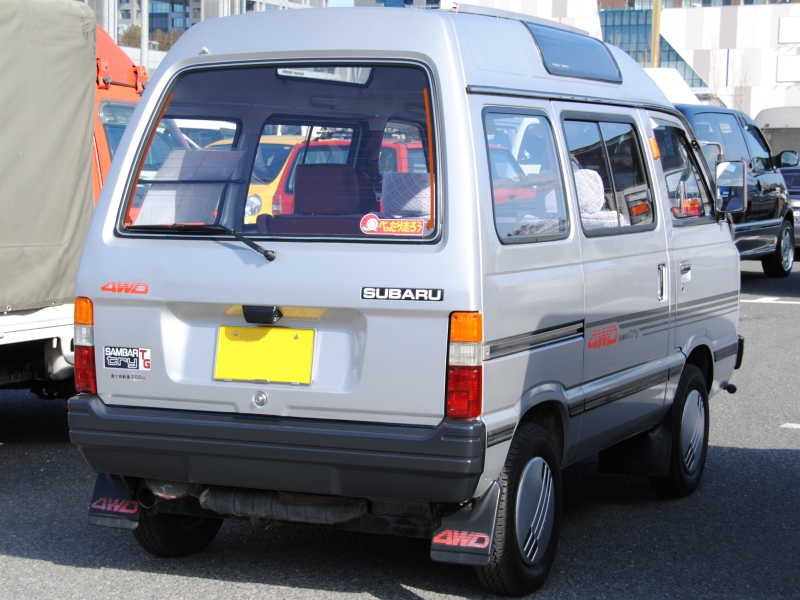
麵包車型車尾
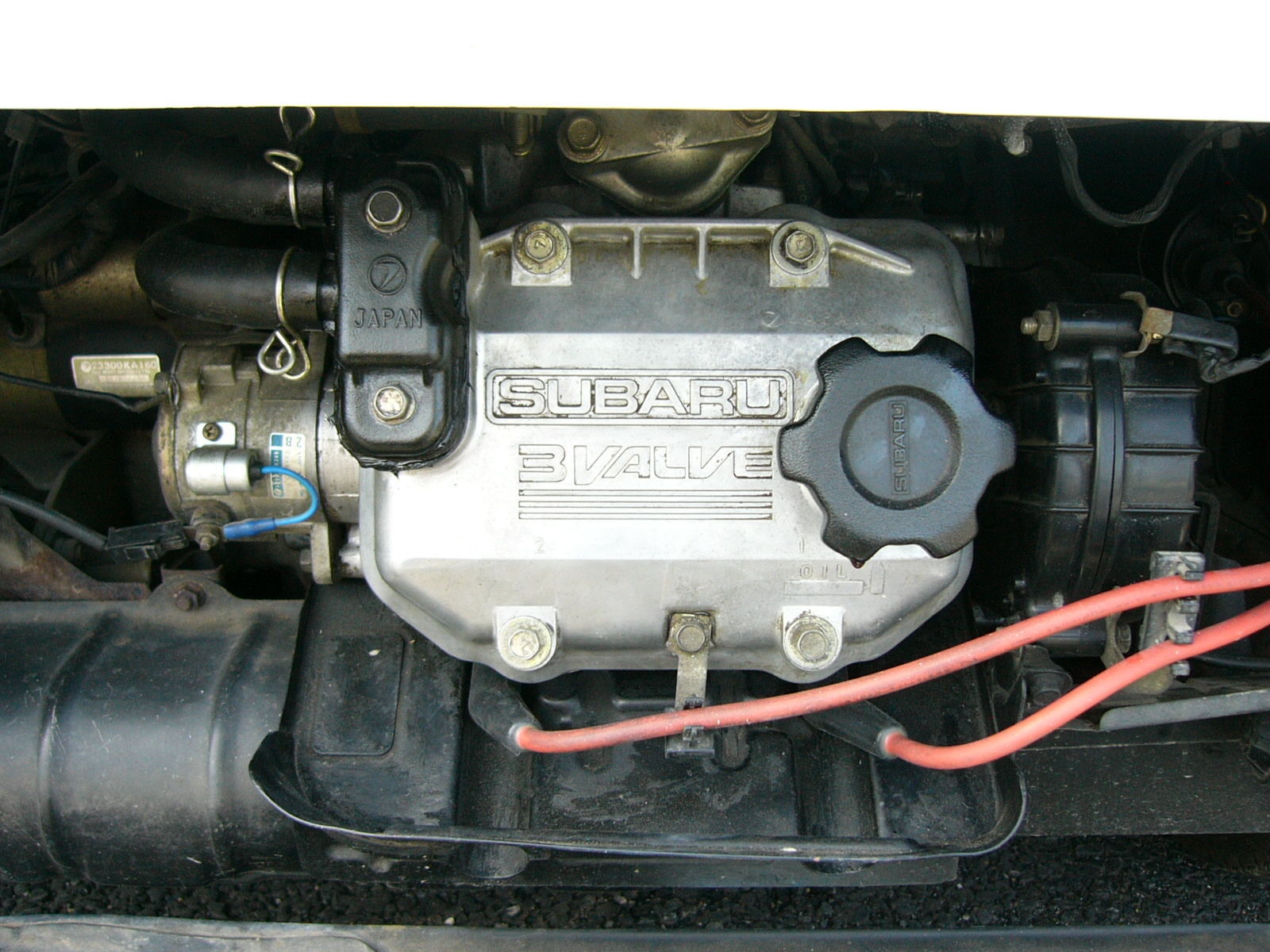
EK23型引擎

### 第五代（1990年-1999年）
1990年 - 大改款的第五代在3月正式上市，因應新頒布的輕型車規格，引擎換成自然進氣的658c.c.直列四缸SOHC EN07C型，以及附有機械增壓器的EN07F型引擎。第四代裡「Sambar try」車型的上一級還有「Dias」，如今獨立成「Sambar Dias」車型。前輪制動系統統一改成通風碟盤式碟煞，懸吊系統則為麥花臣支柱式懸吊。變速箱系統除了附EL檔位的五速手動排檔外，也可選擇ECVT電子式無段變速自排系統；4WD系統則分成分時四輪驅動及黏性耦合式全時四輪驅動。
1992年 - 9月進行小改款，除了供給全國紅帽汽車運輸協會的車輛外，全車系的頭燈從圓形密閉式大燈改成跟「Dias」車型相同的角形鹵素大燈。此外，1994年大改款的第二代Domingo以「Sambar Dias」車體為基礎，前、後保險桿加大，動力來源也改為1.2L直列三缸SOHC EF12型引擎，且可乘坐7人。
1995年 - 10月將ECVT電子式無段變速自排系統改成油耗表現雖差、但比較耐用的扭力轉換器式三速自動排檔。行程里程表變成全車系的標準配備（基本入門款除外），自然進氣引擎從EN07C型改為附EMPi電子多點噴射裝置（Electric Multi-point Injection之縮寫）的EN07F型。取消麵包車的低車頂車型，且卡車車斗的某些零件與競爭對手大發Hijet共用。
至於麵包車型的「Sambar Dias」系列，受到1980年代後半期日本車壇吹起的懷舊復古風潮影響，也推出了「Dias Classic（（日語）ディアスクラシック）」。富士重工業與長崎縣佐世保市豪斯登堡合作推出特別仕樣車，並於1993年第30屆東京車展中展出。

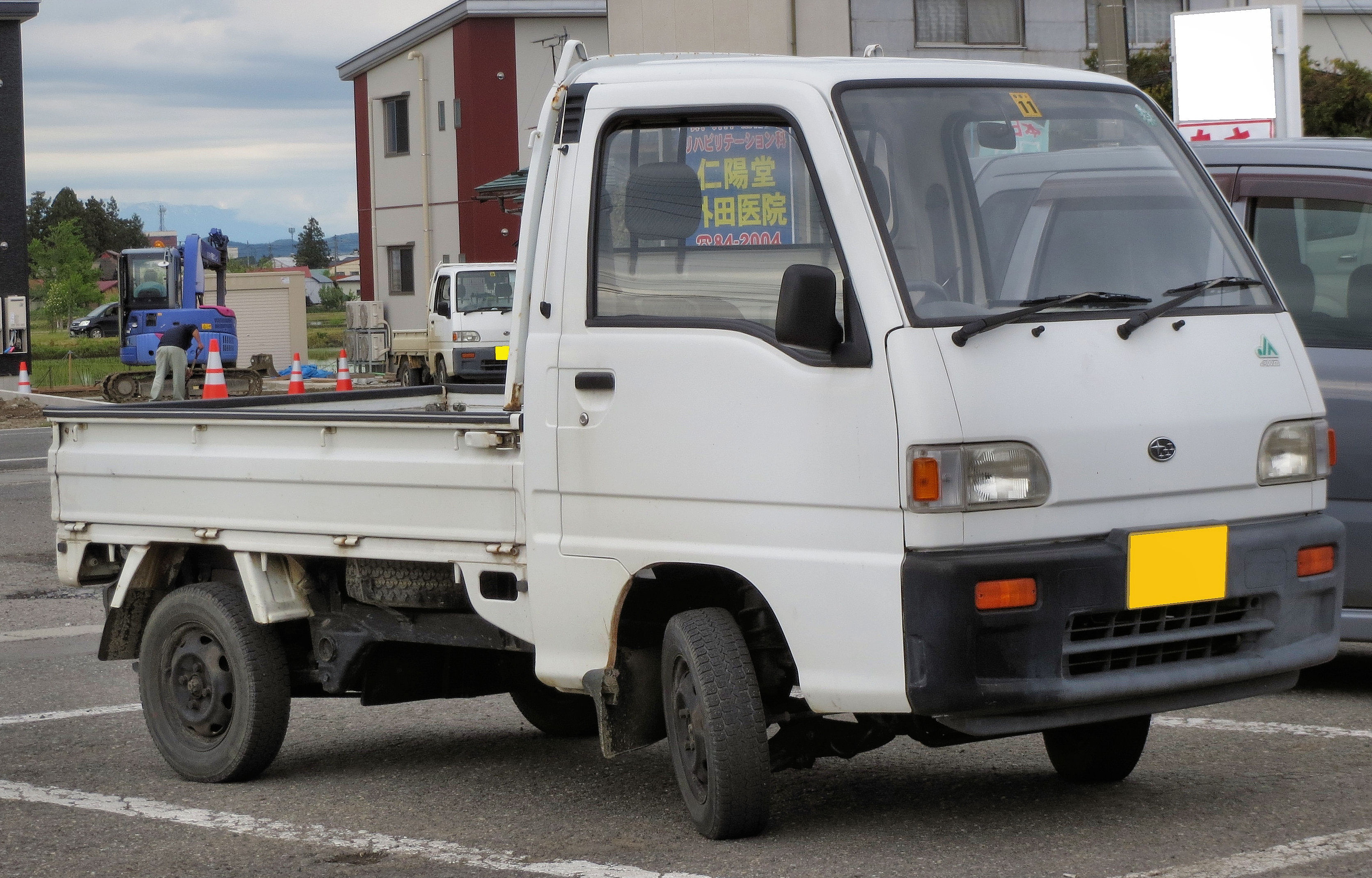
卡車型車頭
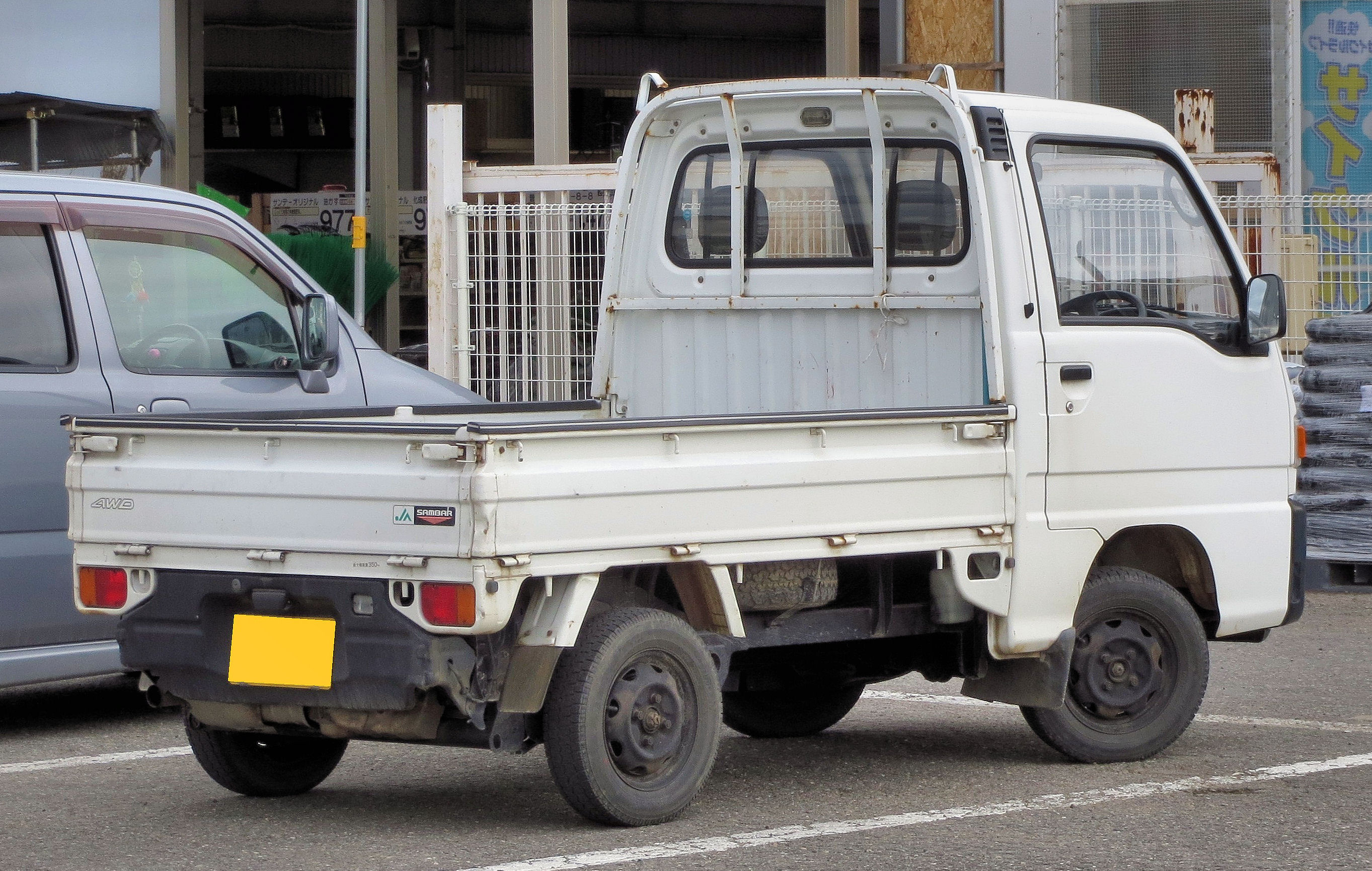
卡車型車尾
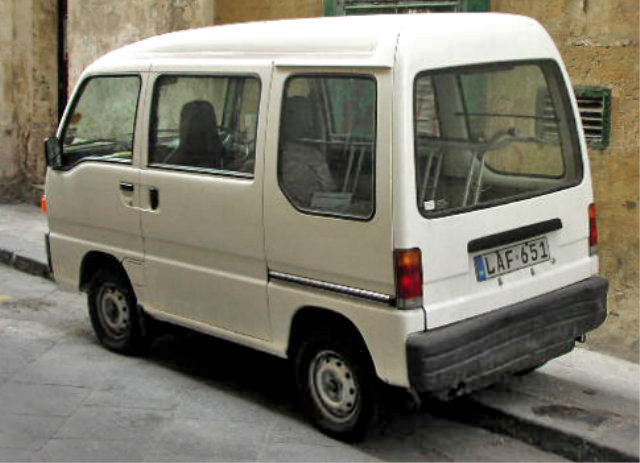
麵包車型車尾
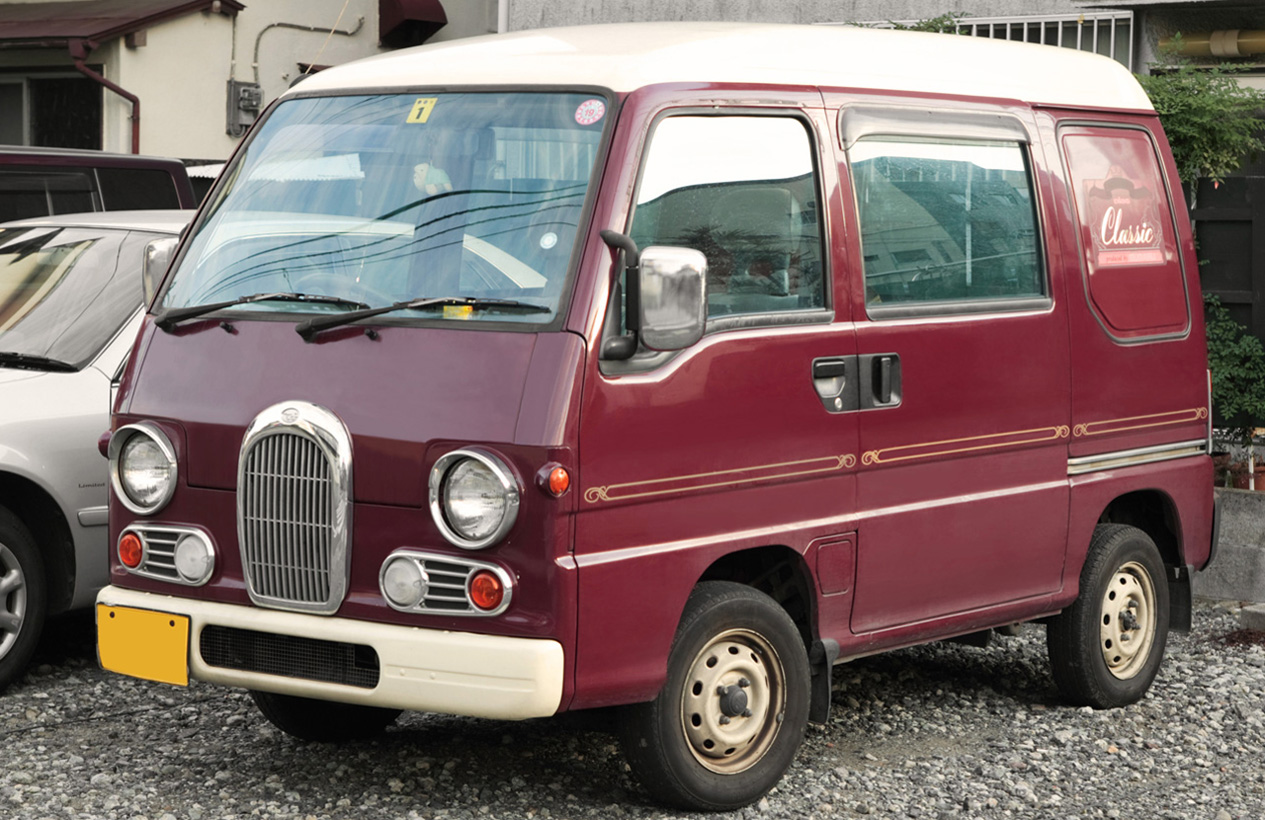
Sambar Dias Classic車頭
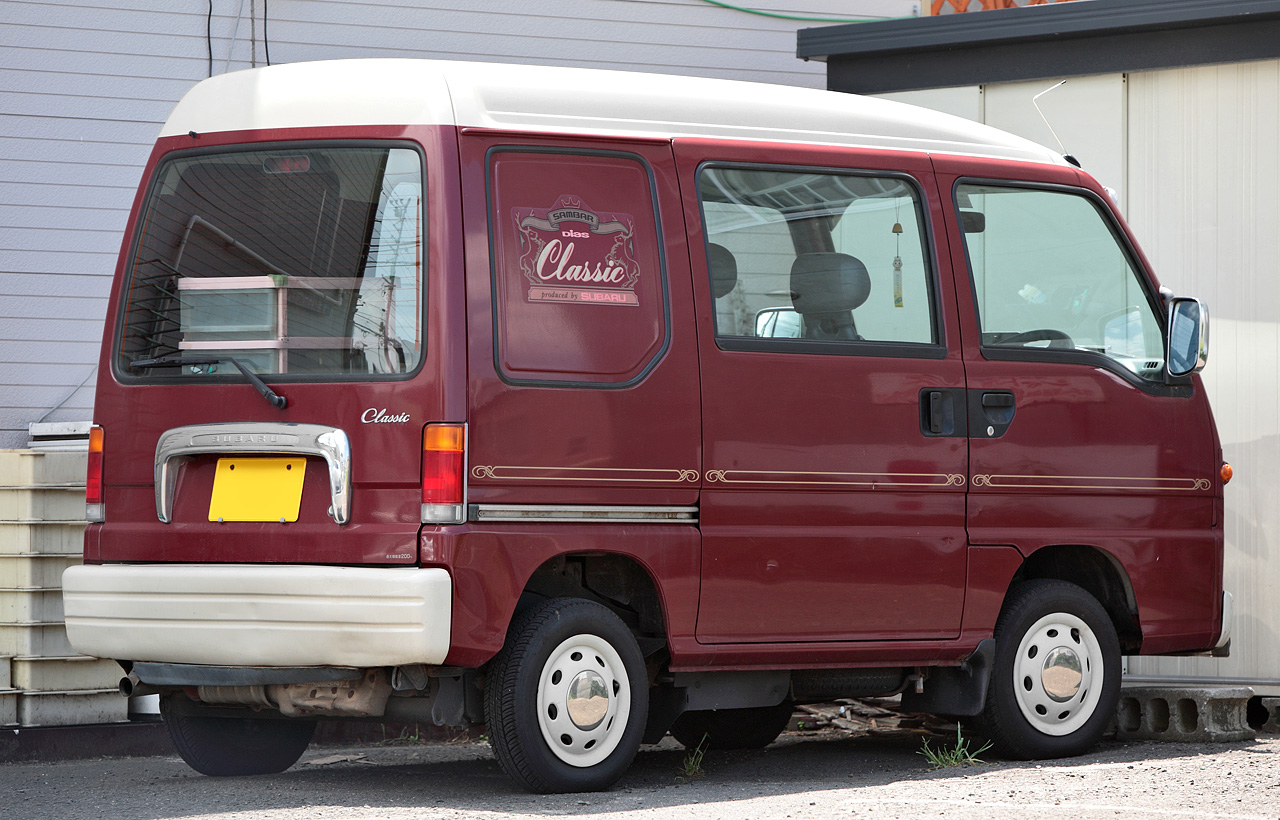
Sambar Dias Classic車尾
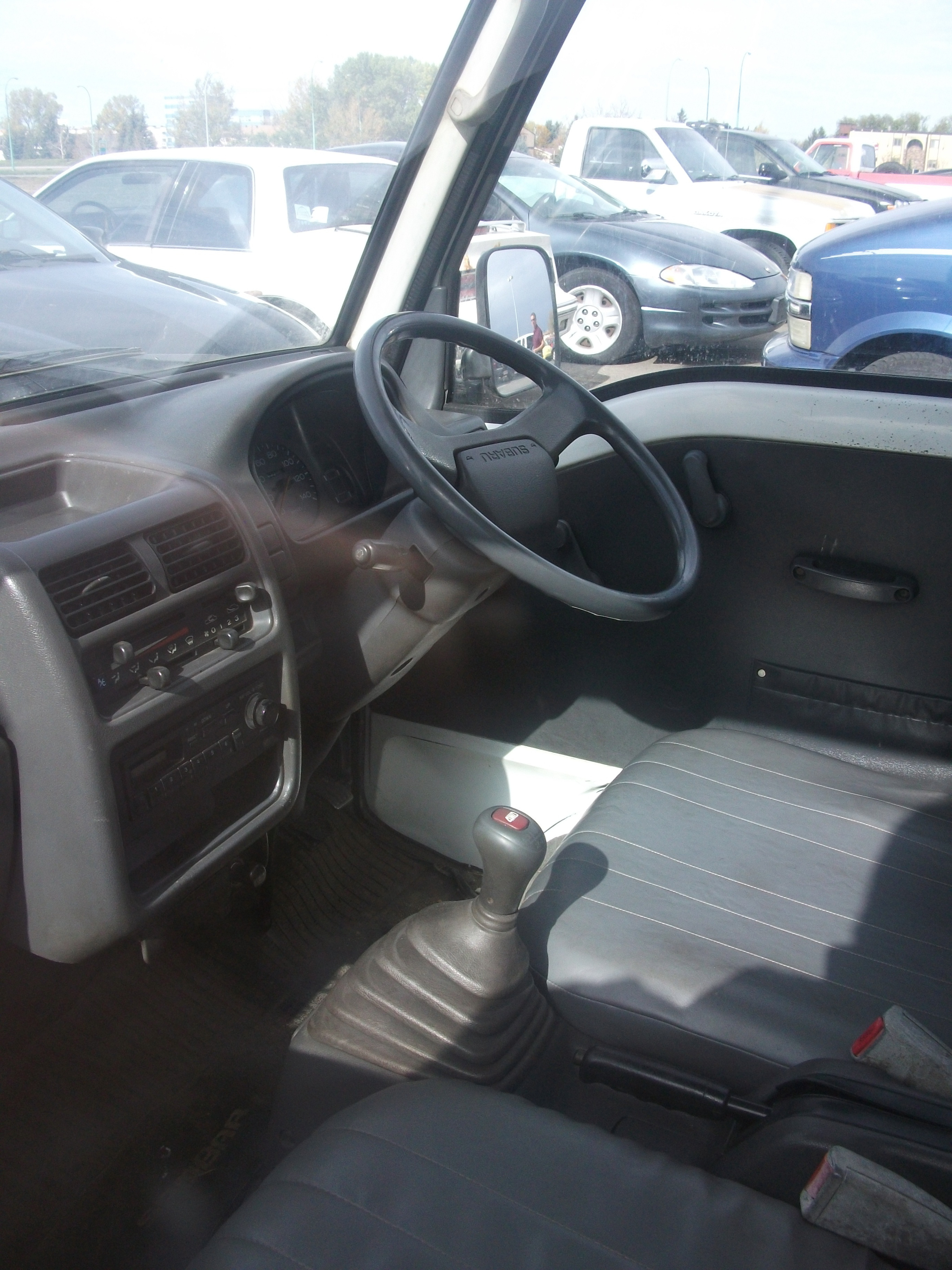
內裝
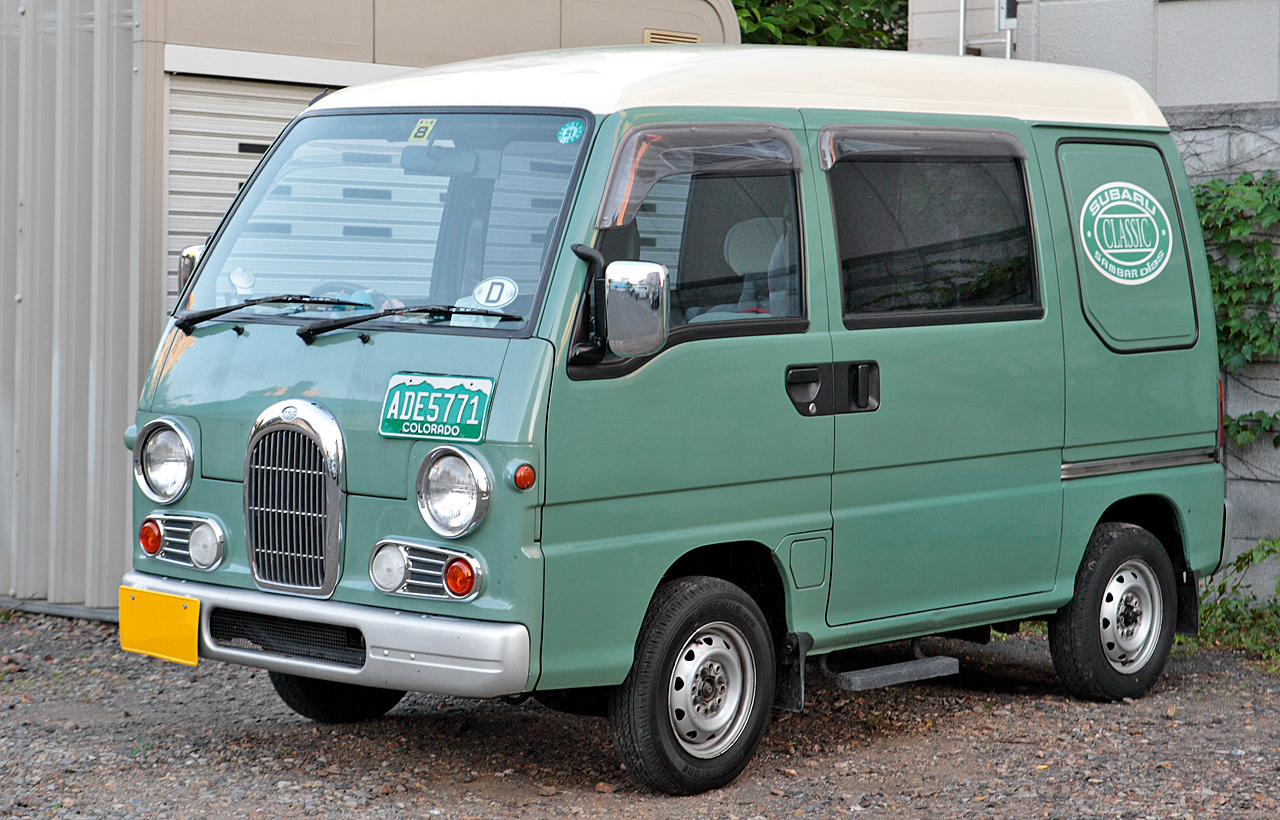
Sambar Dias Classic車頭
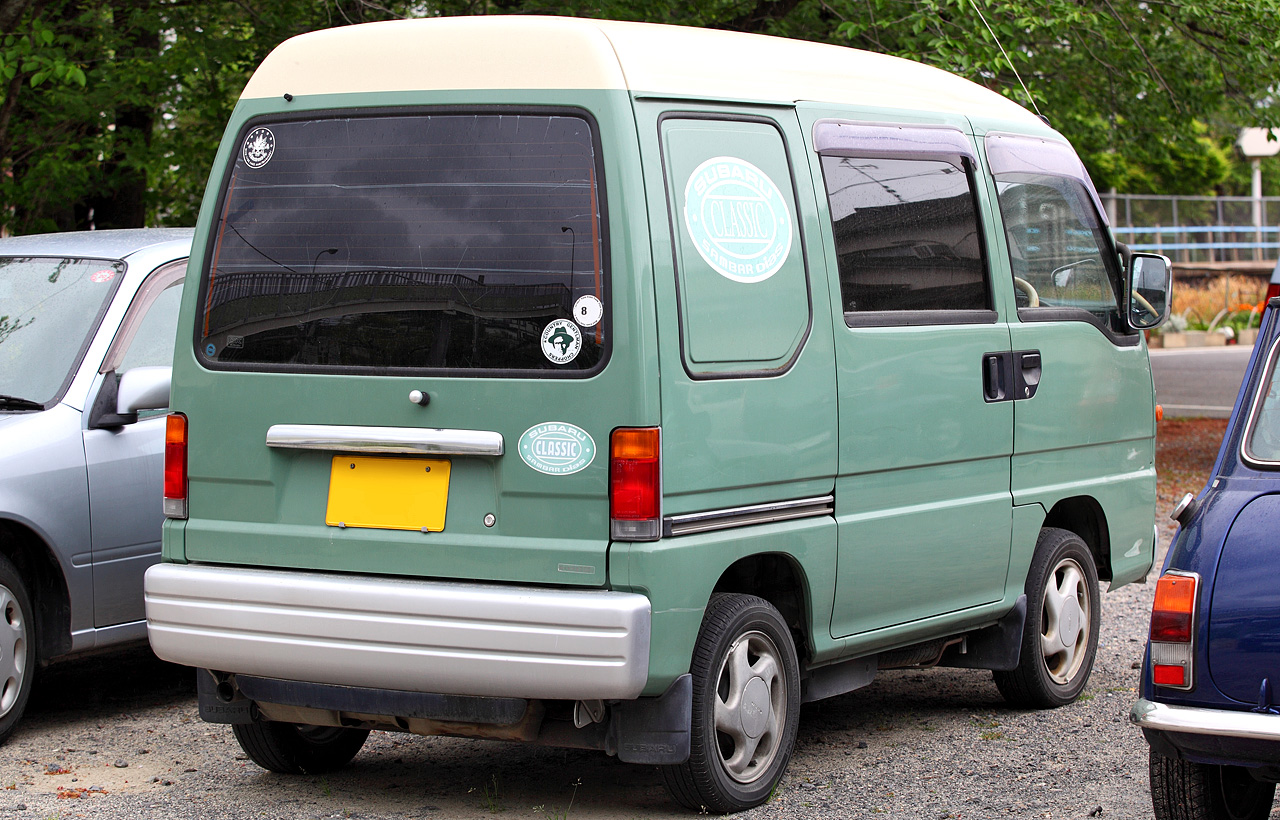
Sambar Dias Classic車尾

### 第六代（1999年-2012年）
1999年 - 2月正式發售大改款的第六代Sambar，因應1998年（平成10年）日本當局修改輕型車規格，車體尺寸隨之放大。上一代所搭載的658c.c.直列四缸SOHC EN07Y型機械增壓引擎經過重新調校後，最大馬力變成58ps / 6,000rpm、最大扭力7.5kg·m / 4,400rpm；而EN07F型引擎也不再使用化油器。同年10月追加「Dias Wagon Classic」車型，搭載三速自動排檔變速系統。
2001年 - 8月方向燈燈殼從琥珀色改成透明，EN07F型引擎之馬力提升至48ps / 6,400rpm。搖臂改成附有滾針軸承的滾輪搖臂，以減少摩擦耗損；「Dias Wagon Classic」車型改搭載五速手動排檔變速箱。
2002年 - 9月小改款，改變前水箱罩的造型，頭燈燈殼也改為多反射鏡式，後門玻璃面積不但擴大，也與H型膠條相接。不再生產「Dias Wagon Classic」車型，且機械增壓引擎改配五速手動排檔變速箱，而麵包車型不再搭載機械增壓引擎。
2003年 - 11月不再生產麵包車的「Dias」車型，改增「VC plus」車型；至於卡車則增加「TC Professional」車型。
2005年 - 11月第二度小改款，變更水箱罩、儀表板等的設計，車速里程表改為液晶顯示，液晶式雙行程里程表變成全車種的標準配備。原本位於方向盤後方的方向燈開關桿移往空調旋鈕下方，麵包車的「Dias」車型再度製造發售。
2007年 - 12月6日「Dias Wagon」車型再度製造發售，除了配備防紫外線車窗、除臭天花板、透明燈殼外，車體與內裝顏色也改變，後座乘坐空間更寬廣。
2008年 - 7月18日「Dias Wagon」車型新增前座上下車用把手、自動升降車窗、加油口開關、二段式雨刷開關附霧燈開關、前防撞桿、乙烯基合成皮革座椅、具尋車功能之遙控車鎖、CD/AM/FM音響系統、雙前座安全氣囊等配備，全車種並通過平成19年汽車廢氣排放標準。
2011年 - 7月27日為慶祝Sambar上市50周年，發行「WR BLUE LIMITED」特別仕樣車，具有專用車色、黑色內裝等特殊配備。
2012年 - 2月28日富士重工業宣布不再自行開發製造輕型車，結束了過去54年來生產此種車型的歷史。同年4月1日正式停止發售，原本的生產線改成製造BRZ和豐田86。

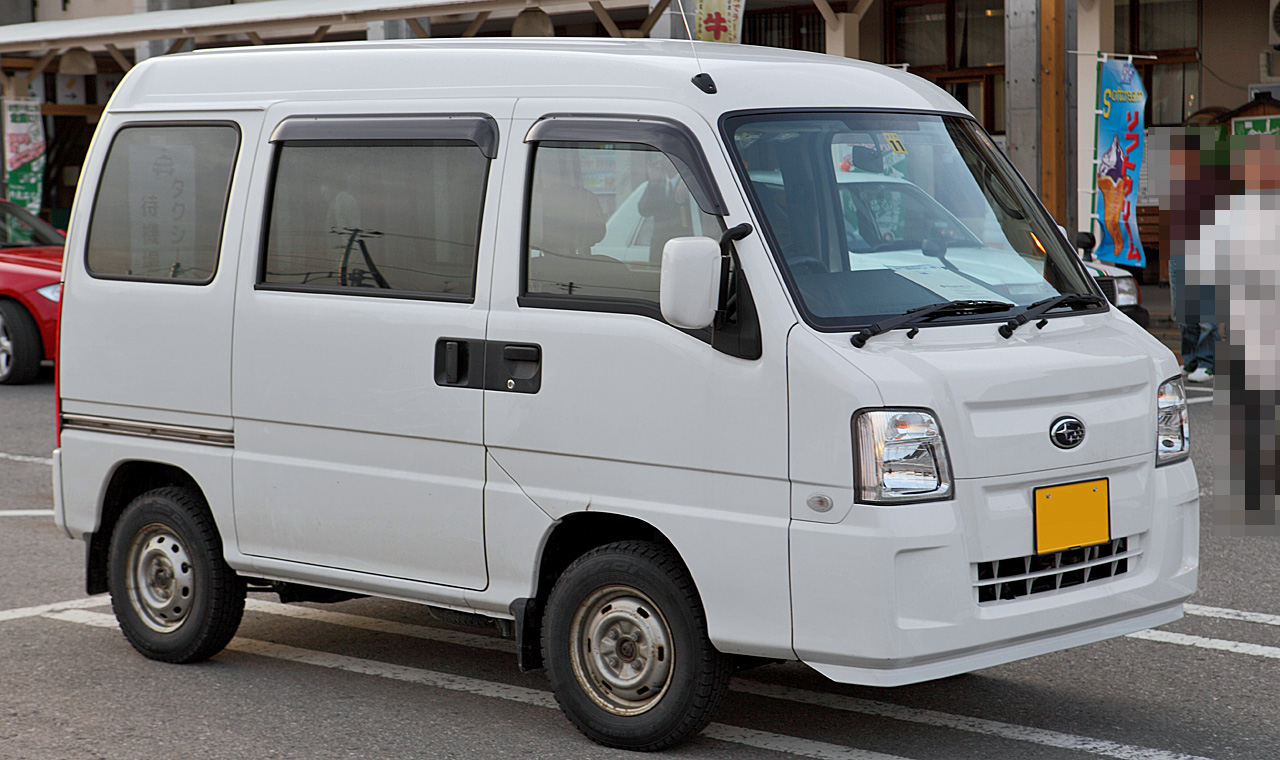
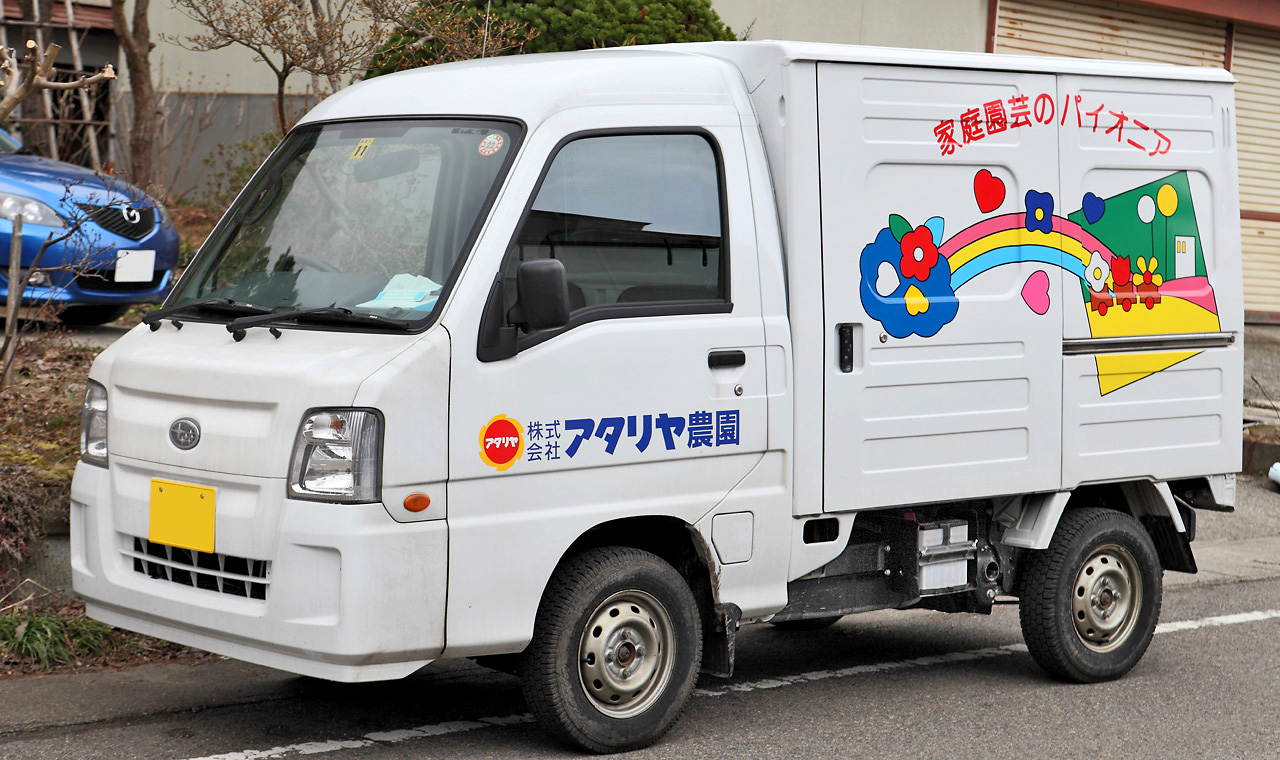
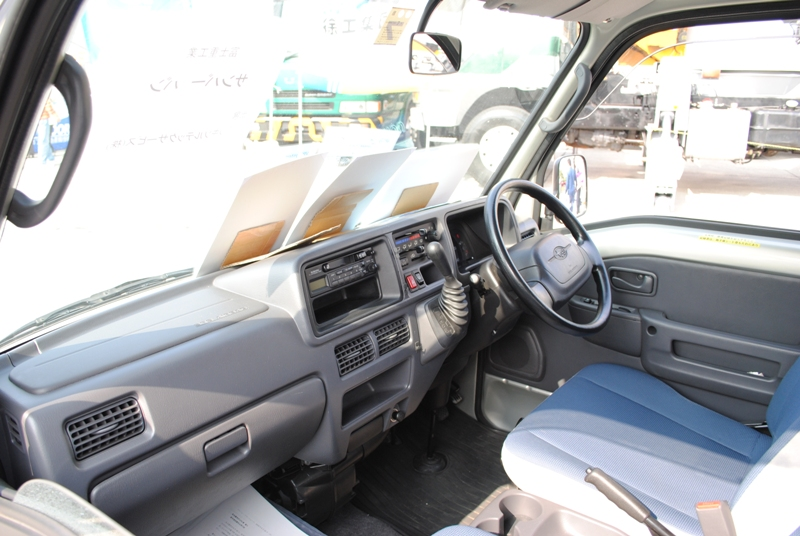
自排車型內裝
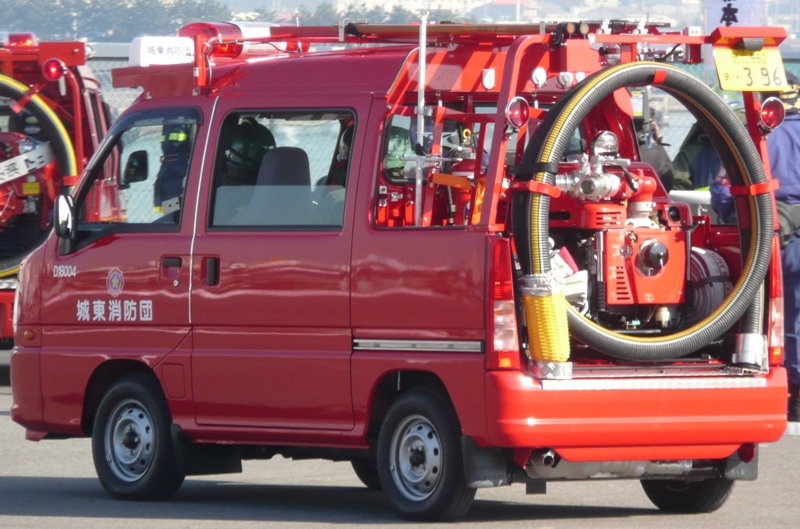
裝載水泵的Sambar消防車
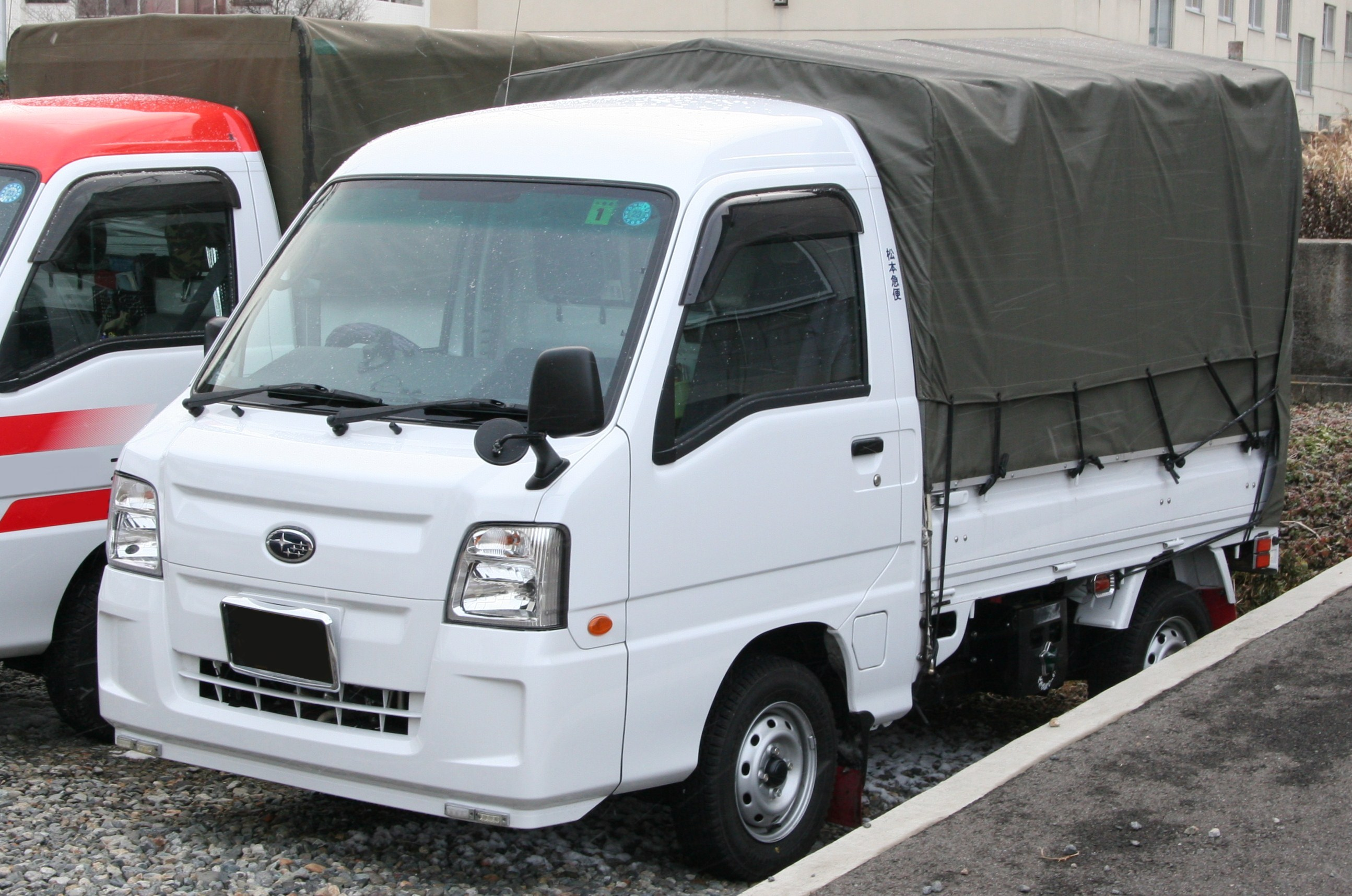

### 第七代（2012年-2014年）
2012年 - 2月28日富士重工業宣布不再自行開發製造輕型車後，4月2日改以大發Hijet掛上六連星廠徽標誌，成為第七代Sambar而上市。事實上卡車型為第九代Hijet，而麵包車型則為第十代Hijet。動力方面搭載排氣量為658c.c.的KF族直列三缸汽油引擎，其中自然進氣版KF-VE型的最大馬力為50hp / 5,700rpm，峰值扭力為6.5kg·m / 4,000rpm；渦輪增壓版KF-DET型的最大馬力則為64hp / 5,700rpm，峰值扭力為10.5kg·m / 2,800rpm。可選擇五速手排或四速自排兩種變速箱之配置，且全車系均符合日本的低燃費標準，傳動系統則分成4WD與2WD兩種選擇。
同年7月4日發表新車型「Open Deck（（日語）オープンデッキ）」，這是一種類似皮卡貨車的特殊車型，將原先麵包車後段車頂切除，改成短貨斗設計，如此一來便提供了四人的乘坐空間以及開放式車斗平臺。該短貨斗長850mm、寬1,315mm、高580mm、最大荷重250公斤，加上4.2公尺的迴轉半徑，適合在都市狹窄巷道中穿梭，可吸引輕度載運需求的商用車買家。此款特殊車型搭載KF-DET型渦輪增壓引擎，具備64hp / 5,700rpm之最大馬力、10.5kg·m / 2,800rpm之峰值扭力。變速系統可選擇五速手排或四速自排，傳動系統則可選4WD或2WD。按照日本JC08模式，其油耗表現介於16.0km/L至17.0km/L間。配備等級方面分為標準版及豪華版二種：雙前座安全氣囊、動力方向盤、冷暖空調系統等列為標準版的配備，而前座電動窗、後窗深色玻璃、遙控車門鎖、車門內置物空間、全覆式12吋輪圈飾蓋等則為豪華版專屬之配備。
2013年 - 10月28日「TB」車型取消助手席的安全氣囊。
2014年 - 2月推出「Tough Package」特仕車，以「TC」、「High Roof」二種車型為基礎，車斗、鉸鏈等處皆施以3層防鏽漆處理，另有大型照明燈、車斗門鐵鏈、後保桿等配備。

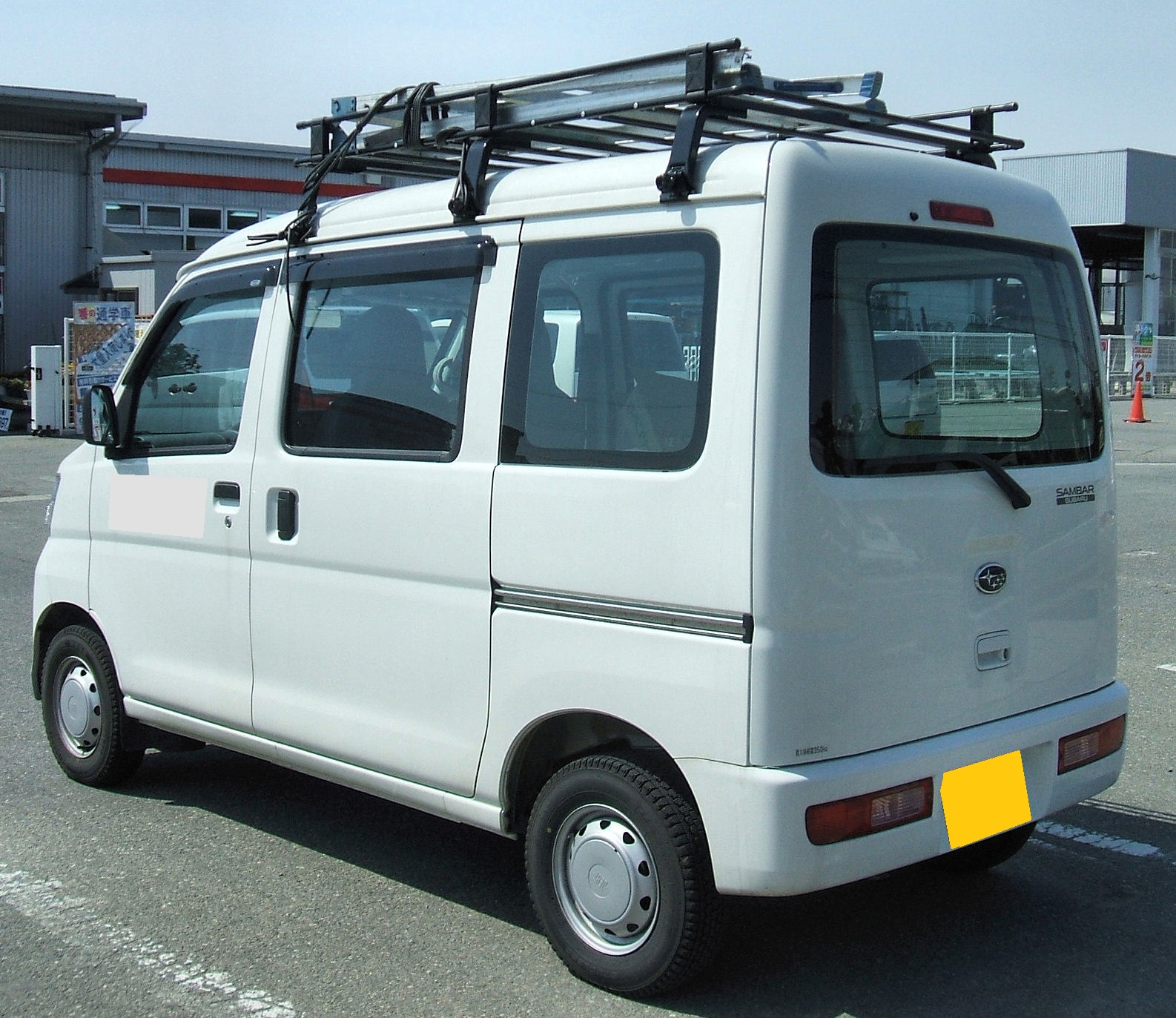
麵包車車尾
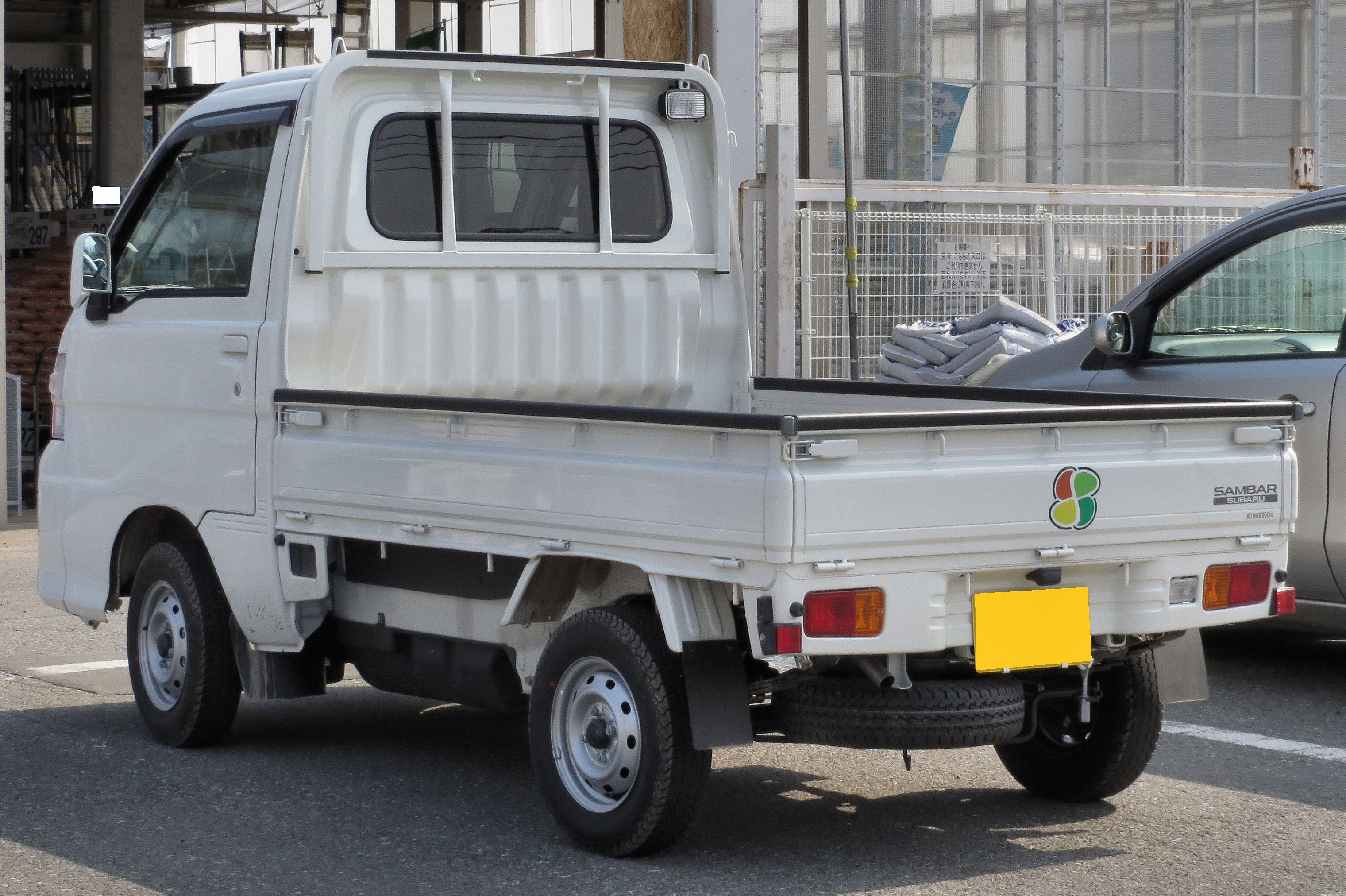
卡車車尾
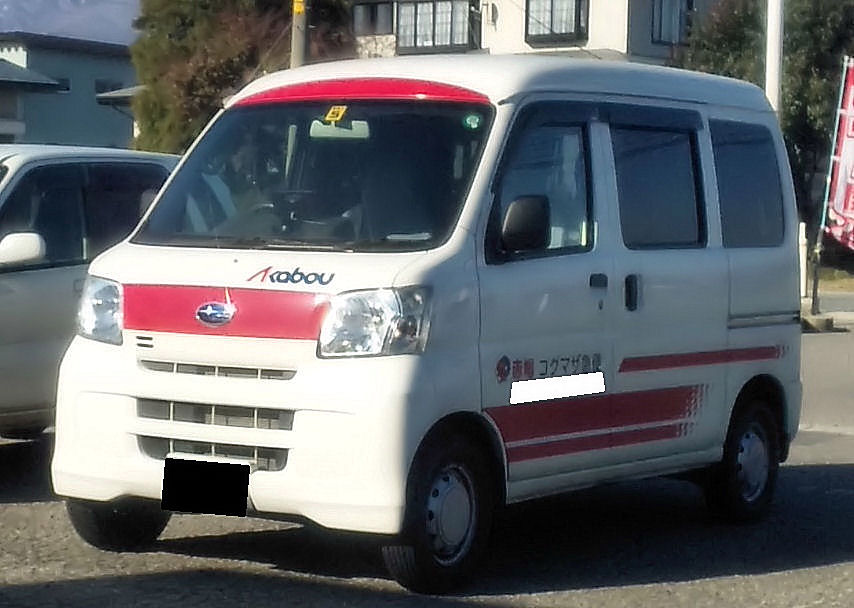
紅帽仕樣車

### 第八代（2014年迄今）
2014年 - 9月2日發表大改款的卡車車型，但麵包車型並未隨之改款。外形內裝和第十代大發Hijet一樣，差別在於廠徽銘牌而已；動力心臟亦維持658c.c.直列三缸DOHC KF-VE型引擎。10月26日追加「Color Pack」，包含整合式AM/FM/CD音響系統、兩具喇叭等配備。

## 外部連結
- （日語）日本官方網站 （页面存档备份，存于）
- （日語）歷代車款之日文目錄 （页面存档备份，存于）